# 飛竜種 (モンスターハンターシリーズ)
飛竜種（ひりゅうしゅ）は、モンスターハンターシリーズに登場するモンスターの分類の一種である。

## 概要
モンスターハンター劇中世界における生物種グループで、多くは生態系の上位に存在する爬虫類（主竜類）型の種族。歩脚として太く発達して垂直に伸びた後脚と、翼となった前脚を持ち、翼は前足の指の骨格間に皮膜が発達したコウモリのような構造をしている（例外として、アカムトルムなどは翼を持たないものの、骨格の特徴から翼が発生する以前の特徴を残した飛竜種に分類されている）。生物学的な分類ではなく一般に「飛竜」と言う場合、二足歩行で腕が翼状に進化している生物全般を指しており、その中には一部の鳥竜種の生物も含まれている。また、ティガレックスなど翼が歩脚の機能を残したままの四足歩行型の飛竜も存在し、四足型飛竜の前脚の指は小指のみが延長されて翼の支えとなって他の指は歩行用の器官となった、翼竜の前肢とトカゲの前肢を組み合わせたような構造をしている。
有翼の飛竜は竜脚亜目レックス科の「ワイバーンレックス」を共通の祖先とするが、それぞれの生活域に適した独自の進化を遂げている。角や牙、硬い甲殻や毒のある尻尾をもった甲殻竜や、鱗を持たないフルフルやギギネブラなど多様な形態をもつ。アカムトルム等の無翼の飛竜はワイバーンレックスよりもさらに古い生物から分化したと考えられており、ワイバーンレックスの設定においても「ワイバーンオリジン」というさらに古い祖先があったという説が提唱されているという設定がある。ワイバーンオリジンは劇中の学者間で存在が提唱されているが化石が見つかっていないため未知の存在とされるが、無翼の飛竜がいずれも超巨大生物で、ティガレックス希少種の設定で「ティガレックス（≒ワイバーンレックス）の祖先は巨大生物だった」とされているなど、巨大生物であった可能性が示唆されている。
一般的に個体が一定範囲の縄張りをもち、その範囲内で捕食や繁殖を行うので、複数の別種目が同行動範囲内に存在することは少ない。また、大型の飛竜種は全般的に、熟練のハンターでも耳を塞いで動きを止めてしまうほど大音量の咆哮を放つ。

## モンスター
飛竜種の特徴を持つが公式発表では分類が調査中とされているUNKNWONとミ・ルは「モンスターハンターのモンスター一覧#種族不明」を参照。

### リオレイア／リオレイア亜種／リオレイア希少種／二つ名リオレイア／ヌシ・リオレイア
- 別称（原種／ヌシ）：雌火竜（めすかりゅう）
- 別称（亜種）：桜火竜（おうかりゅう）
- 別称（希少種）：金火竜（きんかりゅう）
- 別称（二つ名）：紫毒姫（しどくひめ）
- 登場作品（原種）：全シリーズ。MHシリーズのメインモンスターの一つ。
- 登場作品（亜種）：MHG／MHP／MH2／MHP2／MHP2G／MH3G／MH4／MH4G／MHW／MHWI／MHF／MHXR
- 登場作品（希少種）：MHG／MHP／MH2／MHP2／MHP2G／MHP3／MH3G／MH4／MH4G／MHX／MHXX／MHWI／MHRS／MHF／MHXR
- 登場作品（二つ名）：MHX／MHXX
- 登場作品（ヌシ）：MHR／MHRS
- 作品中の分類：竜盤目竜脚亜目甲殻竜下目飛竜上科リオス科
- 全長：約1645.6センチメートル／全高：約430センチメートル／脚裏のサイズ：約177センチメートル
- テーマ曲：太古の律動(MH〜MHP、MHP2G)[2]

主に地上で行動することから「陸の女王」と呼ばれている。全モンスターの中でも随一の生息範囲を誇り、寒冷地以外の世界全土に（MH3G及びMH3においてのみ水没林でも）生息している。小型の鳥竜種によく卵を狙われる為、食物連鎖の頂点に位置しながらも、一度の産卵で産む卵の数は4〜6個とやや多め。繁殖期には雄と雌で役割分担をする（下記のリオレウスの項参照）が、雄が行うのはあくまで見回りと外敵の排除であり、幼体の餌の確保は基本的に雌であるリオレイアが行う。火竜の名の通り、ブレスと呼ばれる球状の炎を吐く能力を持ち、単発だけでなく3回連続で放つこともできる。顎の下に棘状の突起物があり、繁殖期にはこれが発達、授乳器として噛み砕いた食物を幼体に与える。幼体が成長してくると、獲物を生きたまま巣に持ち帰って狩りの練習をさせる。背中全体と尻尾に毒棘がある。強靭な脚力で後方宙返りし、その遠心力で尾を激しく打ち付け毒を付加する「サマーソルト」と呼ばれる攻撃手段を持つ。MH3以降はこれまでの動きに加えて、着弾後に拡散爆発するブレスや低空でのホバリングからの攻撃が加わった。ホバリングからの攻撃が命中すると、両足で押さえつけながら噛み付き、最後にサマーソルトを放つ連続攻撃となる。こやし玉を投げつけることですぐに脱出可能だが、噛みつかれるたびにリオレイアの体力が少しずつ回復する。
原種の甲殻は深緑。亜種の甲殻は桜色で、これを使用した防具はリオハートシリーズと呼ばれる。希少種の甲殻は金色で、これを使用した防具はゴールドルナシリーズと呼ばれる。原種の特異個体はサマーソルト時に三方向に岩を飛ばすほか、威嚇や3連ブレス後などに唐突に高速サマーソルトを繰り出す。また、3連ブレス後の首を振る動作は完全にキャンセルされている。甲殻は若干赤みを帯び、爪や尻尾の棘は紅く染まっているなど、原種と亜種の中間のような姿を持つ。
亜種の特異個体は原種と同じく3連ブレス後の隙がほとんどなくなり、突進直後に風圧を発生させながらバックジャンプする攻撃や、毒効果をもつ尾を後方で3回振り回す攻撃、力を溜めてから前方広範囲を巻き込む大爆発を起こすブレス攻撃などを繰り出し、バックジャンプ時には自身に有利な間合いを保つように移動する性質がある。全身の甲殻が紫がかっているほか、眼も青い。MHP3のリオレイア希少種は高出力火炎ブレスを3連射、または2連射してサマーソルトを繰り出す攻撃などをもつ。MH3Gでの亜種はサマーソルトに見せかけて横に尻尾をスイングする攻撃を繰り出すなど尻尾の扱いにたけるようになっている。また、G級では噛み付きと同時に火炎ブレスを出す攻撃を使う。MH3Gのリオレイア希少種は、高出力火炎ブレスを2連射した後、亜種のなぎ払いサマーソルトを行ってくることがある。
希少種の中でも特異個体は亜種特異個体までの性質に加え、フィールドの端から端までを瞬時に駆け抜ける高速の突進攻撃や、地面を穿ちながら放つ尻尾薙ぎ払い攻撃などを行う。なお、リオレイア希少種特異個体は、もともとシーズン7.0の際に剛種適性試験専用リオレイア希少種として、同じく全身の棘が肥大化し眼も蒼いなど最初期の特異個体として登場したものが初だが、このときはまだ後に登場した原種特異個体と同様の動きしか行わなかった。
MHXでは、二つ名持ちモンスターと称される特殊個体モンスターが登場。
MHRでは、ヌシと称される特殊個体モンスターが登場する。全身は紫色に染まっている他、背中や翼はひび割れ、その下から不気味な赤い光が明滅しており、尾棘は通常種と比較して著しく発達している。またMHRSの「リオレイア希少種」はしばらく戦闘していると、頭から胸までが赤紫色に光る「劫炎状態」になり、ブレスが膨大な熱量により青白く染まり、ブレスなどの火力や攻撃範囲が強化される。しかし、「劫炎状態」の間、肉質も柔らかくなり、攻撃が通りやすくなる。
MHFにおけるG級ではサマーソルト後の着地時に周囲の地面を砕くほどの脚力を発揮し、迂闊に近づいたハンターを容赦なく吹き飛ばしてしまう。また、MHFの希少種は亜種よりも先にG級へ登場している。尻尾で周囲を薙ぎ払いつつ飛び上がり、そのまま空中で高速回転する勢いのまま再び地表へ降りてきて広範囲を攻撃する大技を会得した。

### リオレウス／リオレウス亜種／リオレウス希少種／二つ名リオレウス／ヌシ・リオレウス
- 別称（原種／ヌシ）：火竜（かりゅう）、雄火竜（おすかりゅう）
- 別称（亜種）：蒼火竜（そうかりゅう）
- 別称（希少種）：銀火竜（ぎんかりゅう）
- 別称（二つ名）：黒炎王（こくえんおう）
- 登場作品（原種）：全シリーズ。MHシリーズのメインモンスターの一つ。
- 登場作品（亜種）：MHG／MHP／MH2／MHP2／MHP2G／MH3G／MH4／MH4G／MHW／MHWI／MHF／MHXR。MHGのメインモンスター。
- 登場作品（希少種）：MHG／MHP／MH2／MHP2／MHP2G／MHP3／MH3G／MH4／MH4G／MHX／MHXX／MHWI／MHRS／MHF／MHXR
- 登場作品（二つ名）：MHX／MHXX
- 登場作品（ヌシ）：MHR／MHRS
- 作品中の分類：竜盤目竜脚亜目甲殻竜下目飛竜上科リオス科
- 全長：約1629.4センチメートル／全高：約433センチメートル／脚裏のサイズ：約176センチメートル
- テーマ曲：咆哮(MH〜MHP2G)[3]

同種の雌であるリオレイアがその主な活動域を地上とするのに対し、雄のリオレウスは空中を主に行動することから「空の王」と呼ばれる。雌であるリオレイア同様生息範囲は広い。繁殖期に番（つがい）となった際、雌が地上で狩猟および卵の警備、雄は上空から外敵の監視と排除というはっきりとした役割分担を行う。そのため視力が極めて高い反面、滞空時に閃光玉を使われると墜落してしまう。その他の身体構造は共通し、火球を吐き、空中からの連射も行う。飛行中の空気抵抗を減らすために背中の毒棘は無いが足の鉤爪に毒があり、発達した飛行能力を活かした空中からのホバリングしながらの急降下攻撃は、毒と気絶の効果を同時発揮する。攻撃力が高く、エリア移動を頻繁に行ったり空中によく飛んだりするため慣れないうちは苦戦を強いられる。
原種の甲殻は赤。亜種の甲殻は蒼色、これを使用した防具はリオソウルシリーズと呼ばれる。希少種の甲殻は銀色、これを使用した防具はシルバーソルシリーズと呼ばれる。原種の特異個体は全ての風圧が龍風圧に変化、加えて飛行に関する動作の隙が少なくなっている。特異個体は黒ずんだ強靭な翼を持っているため、背中や尻尾の棘の巨大化に伴って空気抵抗が増大しても問題なく飛行できるとされる。
亜種の特異個体は低空でホバリング攻撃を行ったりするほか、ブレスが広範囲を巻き込んで拡散爆発する性質をもち、地上ではブレスを左から右へ5連射したりするようになった。発生させる風圧は原種と同じく龍風圧になっており、剣士は無効化スキルがなければ着地際などを狙うことが難しくなっている。また、翼爪や全身の棘、眼などが紅く変色している。
希少種は上空滞空時にハンターが自分の真下に来たらブレスや急降下攻撃を当てることができない、というリオレウス特有の弱点を、空中で後ろに位置をずらしながらブレスを放つという行動で補っており、MHP3のリオレウス希少種は高位上空からの攻撃を2連続で行ったり、低空での高出力火炎ブレスや、ホバリングしながらハンターを拘束する攻撃などをもつ。希少種の中でも剛種適性試験に登場する個体はより鈍く輝く銀色の身体を持ち、滞空時に後ろに下がることなく、ほぼ鉛直方向にブレスを放つことができる。また、攻撃力が剛種に匹敵するほど上昇している。
MH3Gの亜種は、空中からの執拗な急襲攻撃で追い詰めるなど機動力が増している。攻撃方法としては、低空からハンターを正確に捉えた急角度のキックや、G級で見られる低空飛行からの噛み付きのブレスなどである。また、MHP3のリオレウス希少種のようにホバリングしながらの拘束キックも行う。MH3Gの希少種は、これらの攻撃に加え、リオレイア亜種、リオレイア希少種が使う地上での噛み付きのブレスも使用するようになった。
MHXでは、二つ名持ちモンスターと称される特殊個体モンスターが登場している。翼を破壊しないと、閃光玉で落とせないという特徴を持つ。火炎ブレスが爆発するという点で、希少種と似ている。高威力の爆発岩を放つ。
MHRでは、ヌシと称される特殊個体モンスターが登場する。体色は通常種と比べ、全身の甲殻が黒ずんでいたり、胸が熱を帯びて光っているなど見た目の変化は大きい。喉が通常の個体よりも著しく発達しており、そこから発する猛炎の息吹は、辺り一面を焦土に変える。また、MHRSの「リオレウス希少種」は「リアレイア希少種」と同様しばらく戦闘していると、頭から胸までが赤紫色に光り、陽炎が立つ「劫炎状態」になり、ブレスの炎も青白くなり、ブレスなどの火力や攻撃範囲が強化される。 また、「劫炎状態」のブレスの着弾場所には、スリップダメージ付きの炎がしばらくその場に残る。
MHFにおけるG級では特異個体とほぼ同様の行動を行うようになったほか、ホバリングによる蹴りの際、衝撃波によって一切触れることなくハンターを攻撃するといった芸当を見せる。当初、リオレウス希少種の特異個体は前述の「剛種適性試験に登場する個体」がそれだと暫定的に扱われていたが、現在は紅い眼や赤みを帯びた全身の棘など、さらに異なる風貌を持つ銀火竜が正式に特異個体モンスターとしてデビューしている。動きも前者とは全く異なり、巨大な火球を別の火球で爆散させたり、円を描くように猛ダッシュしながらブレスを浴びせるなど、独特な攻撃技が多い。また、希少種は原種に続いてMHFのG級クエストにも登場しており、空中を優雅に飛び回りながら何発ものブレスで狙撃し、最後に巨大なブレスを吐き、そこへ自ら突っ込んで大爆発を起こすという大技を繰り出す。
リオレウスという名称は、ギリシャ語でライオンを意味する「リオ」と、同じくギリシャ語で王を意味する「バジレウス」から採られている。
シリーズの看板モンスターとして認知されている。
外部作品への出演例としては『メタルギアソリッド ピースウォーカー』や『ガイストクラッシャー』および『ガイストクラッシャー ゴッド』などが挙げられる。加えて、カプコンとガンホー・オンライン・エンターテイメントが共同開発したスマートフォン向けゲーム『TEPPEN』において、カプコンの各キャラが異世界で戦うという設定で、主要登場人物（ヒーロー）として登場している。
シリーズ20周年を記念した「モンスター総選挙」においては、通常個体が21位、「黒炎王リオレウス」が66位、亜種が112位、そしてヌシが149位にそれぞれランクインしている。

### モノブロス／モノブロス亜種
- 別称（原種）：一角竜（いっかくりゅう）
- 別称（亜種）：白一角竜（はくいっかくりゅう）
- 登場作品（原種）：MH／MHG／MHP／MH2／MHP2／MHP2G／MH4G／MHF
- 登場作品（亜種）：MHG／MHP／MH2／MHP2／MHP2G／MH4G／MHF
- 作品中の分類：竜盤目竜脚亜目重殻竜下目角竜上科ブロス科
- 全長：約2004.2センチメートル／全高：約535センチメートル／脚裏のサイズ：約174センチメートル
- テーマ曲：真紅の角[13]

ディアブロスの近縁種で、一本角の飛竜。角は目の上ではなく鼻先に生えており、岩盤に突き刺さるほどの強度を持つ。ディアブロスと違い、牙ではなく嘴を持ち、角の形状とともに頭部は実在の角竜類スティラコサウルスに似ており、ディアブロスではハンマー状だった尾には棘が生えて剣竜類のようになっている。全身は砂色に見えるが、角は真紅で、甲殻の一部は暗褐色。激情時には血管が拡張し、襟飾りの中ほどに赤い斑紋が出現する。行動パターンはディアブロスとあまり変わりないが、ディアブロスと比べて怒りにくい。
ハンターという職業が確立されていなかった時期、若き日のココット村の村長が一ヶ月をかけて単身モノブロスに挑み、討伐に成功したという逸話が残されており、このことから、後のハンターの間では単独でモノブロスを狩ることが己の勇気を示す行為になったとされる。また小説版では、村長がたった一人で狩猟した事実に加え、モノブロスは個体数が少ないことから狩猟は一人で行うのが暗黙の了解とされ、モノブロスはシリーズを通してオフラインや、一人専用クエストにしか出現しない。
特異個体は音爆弾に反応して激情し、地面に潜ってから間髪入れずにハンターを突き上げるようになり、予備動作無しで高速の突進を何度も繰り出す攻撃や、顎を叩きつけてからヘッドバットする攻撃、尻尾で自身の左側を一気になぎ払う攻撃などを使う。また、「真紅の角」というモノブロス素材の説明文が反映されており、角が真っ赤に染まっている。
MHFのG級クエストでは雄叫びをあげてから角を振り回しつつ地中へ潜行することがある。このとき怒り状態時でも音爆弾が通用するが、驚いて飛び出したモノブロスはその場で攻撃判定つきの超咆哮をあげるため、これを食らうと攻撃チャンスが無駄になってしまう。
MH4GではG級の村クエストも登場し、原種は上位・G級、亜種はG級でのみ登場する。原種はボルボロスのように回り込んだり、頭突きを二連続で放つなどのモーションが追加された。亜種に関しては過去作の怒り状態時の超スピードアップ・高耐久力はそのままに、ティガレックスのような方向転換、恐ろしく正確なクラウチングスタートからの突進が追加された。
亜種はゲーム中に登場する伝説のガンナーと呼ばれた人物と因縁を残したり、ココット村のライバルハンターとも戦っている。原種の甲殻は砂色。亜種の甲殻は角も含めて全身が白銀で、この素材を使用した防具はモノデビルシリーズと呼ばれる。亜種は通常種に比べて、「威嚇してから行う強力な突進」を多く使う傾向がある。

### ディアブロス／ディアブロス亜種／二つ名ディアブロス／ヌシ・ディアブロス
- 別称（原種／ヌシ）：角竜（かくりゅう）
- 別称（亜種）：黒角竜（こっかくりゅう）
- 別称（二つ名）：鏖魔（おうま）
- 登場作品（原種）：MH／MHG／MHP／MH2／MHP2／MHP2G／MH3／MHP3／MH3G／MH4[14]／MH4G／MHXX／MHW／MHWI／MHR／MHRS／MHF／MHXR
- 登場作品（亜種）：MHG／MHP／MH2／MHP2／MHP2G／MHP3／MH3G／MH4G／MHW／MHWI／MHF／MHXR
- 登場作品（二つ名）：MHXX。MHXXのメインモンスターの一つ。
- 登場作品（ヌシ）：MHR／MHRS
- 作品中の分類：竜盤目竜脚亜目重殻竜下目角竜上科ブロス科
- 全長：約1993.4センチメートル／全高：約535センチメートル／脚裏のサイズ：約174センチメートル
- テーマ曲：双角猛る砂漠の暴君(MHF〜MHP2G、MHXX)[15]、憤怒の奔走（通常状態と暴走状態）／鏖殺の暴君（狂暴走状態）(MHXX)[16]

棘のついた襟飾りを持ち、目の上に二本の角を備える飛竜。首にある襟状の装甲や角などは実際の恐竜における角竜類と近く、尾は曲竜類のように先端部が棍棒状になっている。鋭い牙を持つが飛竜としては珍しい草食性で、サボテンを主食としている。一方で肉食竜を上回るほど攻撃的でプライドが非常に高く、危害を加えられたり縄張りを侵されると凄まじく猛り狂うので「砂漠の暴君」と呼ばれ恐れられている。角は岩を貫くほどの強度と鋭さを持ち戦闘時はこれを向けて突進するが、本来の用途はディアブロス同士の縄張り争いにおける力比べのためである。MHPまでの作品に収録されたムービーでは、2体のディアブロスが角を絡ませて押し合いをして、それでも決着が付かないため尾による攻撃も行っている。前肢が発達しており、これは主に地面を掘るために使われる。飛行による移動はほとんど行わない。砂中を潜行する際は後述する魚竜種のガレオスと同じく音を頼りにしているため、音爆弾などの大きな音を受けると驚いて落とし穴に嵌ったのと同様の状態になるが、激情時は音爆弾を投げても効果が無い。特殊なブレスは吐かず、強烈な突進攻撃や咆哮、砂中からの奇襲攻撃を得意とする。また、怒ると手がつけられないほど凶暴になり、傷を負うごとにその頻度は増す。
原種の甲殻は土色だが、繁殖期になると雌は警告色として甲殻が黒ずんでくるようになる。この時期の雌は非常に凶暴化することで危険であるとされ、ギルドで「亜種」と呼んでいるものがこれに該当する。この他に、突然変異種として朱色の甲殻の個体が確認されている。突然変異種で朱色の甲殻を持つ「ディアソルテ」が、コミック版「モンスターハンター2」に登場した。MHP2およびMHP2Gにて関連クエストが配信されているが、色に関しては原種と同じで、通常の個体に比べ耐久力と攻撃力が高く、はじめから角が1本折れている。突然変異種を元にした防具はディアソルテシリーズと呼ばれる。
特異個体は脚力が発達しており、突進を急停止してすぐさま尻尾回転攻撃や尻尾叩きつけ、体当たりなどの攻撃につなげることができるほか、すばやく前方に角を突き出したり、地面を潜行中に大量の岩を打ち上げてから降らす、などの攻撃を繰り出す。全身の甲殻は赤みを帯び、角は深紅に染まっている。また、角の壊れ方が大きく変化しており、1本は根元からへし折れ、1本は先端がほんの少し欠ける。
亜種の特異個体は地面に潜る動作が高速化し、奇襲直前には広範囲に振動を起こして標的の動きを止めてしまう。顎を地面に叩きつけて振動で動けなくなったハンターを一気に突き上げる攻撃や、角を振り上げてから全方位を尻尾で吹き飛ばす攻撃などのその場での攻撃にも長けているほか、助走の後に大ジャンプして地面を穿つ強力な突進を繰り出す。また、異常発達した左角と、禍々しい白色をした翼膜を持ち、瞬間的に空間をも歪めてしまうほどの強烈な咆哮を放つその姿から、黒き死神とも呼ばれる。原種の激個体は、咆哮が吹き飛ばしと長時間気絶状態になる膝崩れやられ効果を持ち、影響範囲も広くなっている。また、常に怒り状態である。亜種の激個体は上記に加え、突進後の隙が少なく、地面からの奇襲攻撃に関しては動作が非常に速い。
MH3GのG級のディアブロスは、突進の追尾性能が大幅に上昇している。また、MH3GのG級のディアブロス亜種は、地中での移動でハンターの周囲に地震を起こし、怯んだハンターを地中から急襲する攻撃を用いる。
MH4GではG級クエストにのみ原種・亜種ともに登場する。亜種はMH3Gの時の振動で拘束後の地中急襲の代わりに地中飛び出し後に180°ターンして突進してくる。極限状態の原種も登場し、原種と亜種の攻撃パターンを混ぜ込むだけでなく閃光玉や音爆弾も無効化されるため、解除に手間取ると延々と追い続けないといけない状態になりやすい。 
MHXXでは、二つ名持ちモンスターと称される特殊個体モンスターが登場。
MHRでは、ヌシと称される特殊個体モンスターが登場する。通常のディアブロスよりも遥かに巨大な体格であり、体色が青みがかっている他、角も通常個体よりも著しく発達している。
MHFのG級クエストに出現するディアブロスはタックルに砂の波を付随させるようになったほか、地中へ飛び込むようにして跳躍からの潜行を行い、狙ったハンターへ向けて地表へ出現しながら大ジャンプ攻撃を仕掛ける技を繰り出す。

### バサルモス／バサルモス亜種
- 別称（原種）：岩竜（がんりゅう）
- 別称（亜種）：桃岩竜（とうがんりゅう）
- 登場作品（原種）：MH／MHG／MHP／MH2／MHP2／MHP2G／MH4／MH4G／MHXX／MHR／MHRS／MHF
- 登場作品（亜種）：MH4／MH4G
- 作品中の分類：竜盤目竜脚亜目重殻竜下目鎧竜上科グラビモス科
- 全長：約1297.6センチメートル／全高：約620センチメートル／脚裏のサイズ：約167センチメートル

グラビモスの幼体。普段は背中の甲殻を岩に見立て、擬態しながら地中で生活する。幼体とはいえその外殻は摂取した鉱石によって非常に頑強で、体中から毒ガスを出して身を守る。MHP2Gでは胸の甲殻がはがれると噴出力が増えてガスの毒素が強くなる。たまに熱波も出す。グラビモスのように熱線状のブレスを吐くこともあるが、グラビモスと比べると非常に威力が低く、発射に失敗することがよくある。餌を周りの岩ごと食べ、その岩も体内の細菌で分解してエネルギーを摂取するという、食料の少ない火山域に暮らすための進化をしている。成長に従って鉱物から摂取するエネルギーが増えていくため、成熟してグラビモスとなる頃にはほとんど鉱物しか食べなくなるとされる。
特異個体は背中に木が生えており、大爆発を起こす火炎液や、転がりながら周囲に毒を散布したり、休む間もなく熱線を3連続で放射するというグラビモスも行わない攻撃を繰り出す。また、通常の個体は目の色が黄色なのに対し、特異個体は青色になっている。MHFのG級からは、怯んで身震いする、その場で回転して尻尾を振り回すといった身体を揺らす行動の際、周囲に毒素を含んだ岩「毒殻」を幾つも振り落していくようになった。これは時間経過やハンターの攻撃で爆発を起こし、毒ガスを撒き散らす。怯んだ際の一部モーションでも落とすため、こちらが一方的に有利な状況であっても注意を払う必要がある。
MH4では原種・亜種共に未知の樹海にのみ出現する。歩きながら熱波を三連続で放つモーションが追加された。亜種は名前の通り、桃色の鉱石が身体の至る所から表出している。原種に比べると些か派手ではあるが、発見された未知の樹海では同様の岩石が至る所に存在するため、このフィールド上でのみ原種以上の擬態効果がある。亜種特有の行動として、威嚇や攻撃の為に自身の結晶を周囲に振り撒く（たまにフィールド上に残る物があり、希少な鉱石を採取できる）。

### グラビモス／グラビモス亜種
- 別称（原種）：鎧竜（よろいりゅう）
- 別称（亜種）：黒鎧竜（くろよろいりゅう）
- 登場作品（原種）：MH／MHG／MHP／MH2／MHP2／MHP2G／MH4／MH4G／MHXX／MHWs／MHF
- 登場作品（亜種）：MHG／MHP／MH2／MHP2／MHP2G／MH4／MH4G／MHF
- 作品中の分類：竜盤目竜脚亜目重殻竜下目鎧竜上科グラビモス科
- 全長：約2099.9センチメートル／全高：約875センチメートル／脚裏のサイズ：約167センチメートル
- テーマ曲：地裂(MH〜MHP、MHP2G)[17]、火山の重鎮(MH2〜MHP2)[18]、荒れ狂う岩漿(MH4)[19]

主に火山域に住む大型の飛竜。成長にともなって外見が大きく変化するため、幼体は岩竜バサルモスと呼ばれ区別されている。細菌との共生のおかげで鉱物を食料にでき、細菌活性化のため高熱を持つ紅蓮石や爆発性の火山岩を好んで食べる。鉱物を食べることによって、ほぼ全身が強固で耐熱性に優れた甲殻に守られており、鎧竜の異名通り防御力が高い。短時間なら溶岩の中を移動でき、鈍重だが飛行も可能。溶岩の高熱が内臓器官まで到達するための時間稼ぎをするために外殻が発達し体が大型に進化したとされているが（ただし、後述する後年発見された祖先グレアドモスの時点で外殻や巨体の発達が確認できるため、元からあったそれらの要素を二次的に転用したものの可能性がある）、熱伝導率の低さは、逆に熱を排出するという点で欠点となっている。このため、過熱した体を冷ますために、新陳代謝の一環として全身から噴き出す熱波と、口からは地形すら貫通する熱線を放つ行動を取る。また、熱波や熱線が攻撃に使えることや、自身の身体の熱伝導率の悪さはグラビモスも熟知しており、火山の熱を身体に貯めることで、沼地などでの行動を可能にしている。排熱の能力が強い個体は甲殻が黒色化しブレスの発射頻度が上昇する。バサルモスが毒ガスを放出するように、原種は全身から睡眠ガスを放つが、亜種は熱波を頻繁に放つ。原種の甲殻は灰白色。亜種の甲殻は黒色だが、上記の通り原種の中でも特に排熱能力の発達した黒化個体なので生物学的な亜種ではない。
特異個体は、予備動作の長い溜めののち、後退しながら瞬間的に薙ぎ払う超広範囲の「大熱線」と、バサルモス特異個体と同様のジャンプ突進が追加。後方尻尾振りが1往復半になり、ハンターを大きく吹き飛ばすようになった。また、アカムトルムのような左片側の尻尾薙ぎ払いも追加されている。激個体はサイズこそ小さいものの、突進の予備動作中に熱波を放出し、発射する熱線は視界を完全に遮ってしまうほどの異様な攻撃範囲、威力を誇る。しかし、この熱線があまりにも強力なため、発射したグラビモス自身が反動で転げてしまうなどといった弱点を持つ。依頼主の生物学者も「妙に張り切っていて、強いのか弱いのかよく分からない奴だった。まさか子供（バサルモス）の前で良い格好をしようとしているわけではあるまいが…」と評価している。MHFのG級では、熱線を吐いた後に超広範囲を瞬時に焼き尽くす強烈な高熱ガスを放出する特性を持つ。
MH4では自発的にころがり攻撃を仕掛けてくるようになる。亜種の熱線は縦に放つ場合のみ、密着状態でも当たるようになる。部位破壊できる箇所が増えており、特に背中を破壊すると熱波やガスが背中の傷から分散し、接近時での脅威が薄れている。MH4GのG級個体からは単発の火球のようなビームを連続で放ちながら近づくモーションが追加された。亜種はこのモーション時に熱波を放つだけでなく、振り向きながらの熱線も追加された。G級個体は背中の耐久値も大幅に上昇しており、ただの乗り攻撃だけでは部位破壊までに時間が掛かるようになった。極限状態の原種が登場し、G級亜種のブレスが追加されるが、足などは硬化していないのである程度の付け入る隙がある。
亜種の特異個体は全身の突起が活火山のような色合いになっており、原種特異個体の技のほか、叩き付けた尻尾から睡眠ガスと毒ガスを順番に放つ連続攻撃や、上空へ飛翔してから熱線を地表に向けて照射しつつ360度薙ぎ払い、最後にボディプレスを行って周囲を爆破するという大技を持つ。
「重殻竜下目」という分類のように、ディアブロスら角竜種飛竜とは近縁種であり、「クラグモス」という共通の竜から分岐進化したものである（クラグモスは進化樹形図で名前だけでてくる種であり、外見は不明）。実際にも、グラビモスの祖先であるグレアドモスが発見されたことにより、グラビモスも祖先は角竜と同じく砂漠のオアシスに住む竜だったことが明らかとなっている。

### フルフル／フルフル亜種
- 別称（原種）：奇怪竜（きかいりゅう）[20]
- 別称（亜種）：赤怪竜（あかかいりゅう）[21]
- 登場作品（原種）：MH／MHG／MHP／MH2／MHP2／MHP2G／MH4／MH4G／MHX／MHXX／MHR／MHRS／MHF
- 登場作品（亜種）：MHG／MHP／MH2／MHP2／MHP2G／MH4／MH4G／MHF
- 作品中の分類：竜盤目竜脚亜目奇怪竜下目稀白竜上科フルフル科
- 全長：約873.2センチメートル／全高：約448センチメートル／脚裏のサイズ：約135センチメートル

体組織に色素がなくて白く、目も耳も、さらには他の飛竜種のような甲殻もない（厳密には頭部の側面に痕跡器官としての目は存在する）ヒルのような頭部を持つ飛竜。なお、ゲーム中でフルフルの素材アイテムを解説する場合に「アルビノ」という表現が用いられるが、フルフルの身体が白いのは色素欠乏症ではなく、光の無い環境に適応する進化の過程で体の色素を無くした結果なので、実質的なアルビノではない。暗所に生息するため目が退化して、その分嗅覚が鋭敏に発達したとされている。また、生き餌を好んでそれを敏感に感知して死体よりも真っ先に発見できるなど（初期設定では生餌しか食べないとされていたが、後の作品では罠肉や飼料、フィールド上の死肉なども食べるようになった）、嗅覚以外にも、生体電流の感知器官や、近縁種のギギネブラのような熱感知器官など、特別な感覚器官が発達しているという説がある。好物はケルビ。脚の指や翼爪はアマガエルのような粘膜状になっており、洞窟などの天井に貼りついて移動することもできる。体内に強力な発電器官を持ち、口や体内から放電する。尾は先端が吸盤状になっており、天井に尾だけで張り付いてぶら下がったりできるほか、放電時には接地極の役割も果たす。また、他の飛竜種と異なり非常に硬く、切断や破壊ができない。
首は柔軟で、少しの間なら長く伸ばすことができるが、老化が進んで筋力が衰えると形を維持できなくなり、垂れ下がって捕食ができなくなり死に至る。その皮は柔軟性と共に保湿性にも非常に優れており、鋏角種のネルスキュラ亜種は産卵場所である砂漠での保湿対策として捕食したフルフルの外皮を纏う習性を持っている。
雌雄同体で、単独で受精卵を作って生殖する。フルフルベビーと呼ばれる幼体は手も足もなく、他の生物に寄生して過ごし、成長が進むと手足が発達して成体となる。フルフルベビーはクエストによってはアイテムとして入手でき、ハンターに噛み付いてくるため、所持している間はハンターの体力ゲージが少しずつ減り続ける。
視覚が無いので閃光玉による目潰しが効かず、ボスモンスターでは唯一、プレイヤーを発見したサインである目玉マークが表示されない。そのためプレイヤーは、発見され逃走している状態でのみ行える緊急回避行動がとれない（MH4では目玉マークが表示され、ターゲットカメラも反応するようになっているため可能）。また、発見状態にならないため、BGMは流れない（厳密に言うと、ドスギアノスなどの危険度が低い別の大型モンスターが同じエリアにいてもBGMが流れないことから、「無音」そのものがフルフル専用BGMである）。動きは鈍いが、首を伸ばして遠距離を攻撃する、前脚や尻尾で天井に張り付いてそこから飛びかかったり、天井に張り付いて強酸性の唾液を滴らすなど、非常にトリッキーな動作や攻撃を多数取り、攻撃力も高い。前述の放電攻撃に加え、奇怪でけたたましい咆哮によってハンターを長時間硬直状態にさせることもある。特定のクエストには全高が人間よりも小さい個体が出現することがある。
亜種は体が赤く、首がより長く伸びるという特徴がある。皮膚の性質上、血管の一部が透けて見え、亜種の血管は紫色に見えるが、流血時の色は双方とも赤い。また、弱点属性が火から一転して水となっている。
『MHF』に登場する特異個体は電撃ブレスを一度に6連続、18発乱射するという特徴がある。隙を伴うあらゆる攻撃を放電でカバーしている。また、血管が浮き出ており、通常よりも不気味な姿を持つ。亜種の特異個体は前述の連続ブレスや全方位放電以外にも攻撃が追加されたほか、口から腐食性の唾液が漏れ出しているなどの特徴がある。これ以外にもより強力な奇種の特異個体も存在する。『MHF』のG級ではブレスと同時に本体も放電するほか、ブレス弾そのものが複数回放電するため横をすり抜けるといったギリギリの回避が難しくなっている。また、亜種は歩行とともに帯電した涎をたらし、これに触れたハンターを吹き飛ばしてしまう。他にも放電しながら周囲を転がり回るという新技も体得している。
長らく素材アイテムにおいての別称が存在しなかったが、『MHF』を中心にクエスト名などで漢字表記が必要となった際には、原種は「白影」、亜種は「赤影」という表記が使われている。また、中国語版のモンスターハンターである『モンスターハンターオンライン』では「電竜」の表記が使われている。しかし、日本語版の「電竜」は、モンスターハンターである『モンスターハンタークロス』のメインモンスター「ライゼクス」の事である。『MHR』より「奇怪竜」という正式な別名が付与された。亜種では、MHST2より「赤怪竜」という別名が正式に与えられた。

### ティガレックス／ティガレックス亜種／ティガレックス希少種／二つ名ティガレックス
- 別称（原種）：轟竜（ごうりゅう）
- 別称（亜種）：黒轟竜（こくごうりゅう）
- 別称（希少種）：大轟竜（だいごうりゅう）
- 別称（二つ名）：荒鉤爪（あらかぎづめ）
- 登場作品（原種）：MHP2／MHP2G／MHP3／MH4／MH4G／MHX／MHXX／MHWI／MHR／MHRS／MHF／MHXR。MHP2のメインモンスター。
- 登場作品（亜種）：MHP3／MH4／MH4G／MHWI
- 登場作品（希少種）：MH4／MH4G
- 登場作品（二つ名）：MHX／MHXX
- 作品中の分類：竜盤目竜脚亜目レックス科
- 全長：約1927センチメートル／全高：約483センチメートル／脚裏のサイズ：約184センチメートル
- テーマ曲：牙を剥く轟竜[27]

橙色と青色の、虎のような縞模様とティラノサウルスに似た頭部が特徴の飛竜。怒り状態になると目が赤くなり、さらに頭部と前脚に赤い模様が浮かび上がり攻撃力が上昇するが、肉質が柔らかくなり防御力は下がる。強大なパワーと俊敏なスピードを併せ持つ強力なモンスターであり、「絶対強者」とも呼ばれる。骨格は飛竜種の祖先であるワイバーンレックスの姿を色濃く残しており、そのことから原始的な飛竜種だと考えられている。大半の飛竜では飛行のために発達しているはずの翼が歩脚としての機能を有しており、強靭な四肢で這うように高速移動する。反面、飛行は得意ではなく、高所からの滑空程度が限界。全身の筋力が強いため、平地でも跳躍することで高度を取り、そこから滑空してエリア移動する。性質は非常に凶暴で、発達した四肢、爪、顎を用いて攻撃する。前脚を軸に、高速で旋回といった動作も可能。肉弾戦を含めて攻撃のほとんどが龍属性を帯びる。ブレスによる攻撃はせず、岩をぶつけることで遠距離攻撃を行う。
轟竜の名の通り、その咆哮は強力で、他の飛竜種が音量の大きさでハンターの耳を塞がせるのに対して、ティガレックスの咆哮は衝撃波となってハンターの身体を弾き飛ばす威力を持つ。寒冷地への適応が見られない身体から、普段は砂漠周辺に住んでいるが、好物のポポを捕食するために雪山や凍土に現れるとされ、野生の個体を襲うのみならず、家畜のポポにも被害を及ぼす事があり、ポポを労働力とする地域では深刻な問題となっている。他にもアプトノスを捕食する。また、最近では過酷な環境の土地である峡谷でもその姿が確認されている。
MHP2とMHP2Gでは、ゲーム開始時のイベントムービーでプレイヤーを雪山で襲い、その際プレイヤーを助けた村のハンターに重傷を負わせる。その後、同じ個体を討伐して手に入れる内臓器官がストーリー進行に関わってくる。MHP3ではスタミナの要素があり、スタミナ切れになると突進中の方向転換の際に転倒してしまうため、MHP2Gまでと比べると狩猟の難易度は下がっている。
特異個体は、周囲の地面をも砕く強力な咆哮を放つほか、気絶効果が付加された咆哮の効果をブレスの如く一直線上にもたらす攻撃、バインドウェーブや、素早く噛み付いたのち左右に2連続で飛びかかってターンしながら突進する大暴れ攻撃を使う。また、通常時に閃光玉を当てると即座に激情し、怒り時に当てると前述の大暴れ攻撃を連発するため、全く手がつけられなくなってしまう。通常の個体に比べ耳が長く、右眼は隻眼になっている。激個体は、通常の個体に比べて攻撃力が大幅に上昇、常に怒り状態となっている。また、右前脚を用いての岩飛ばしには衝撃波が伴い、飛ばす岩は3個から5個に増加している。MHFのG級からは一回転攻撃の際、攻撃範囲を補強する強烈な旋風を発生させるようになった。
MH4では急ターンしてくるモーションが追加された。MH4Gでは原種・亜種・希少種のG級個体に前作の高レベルギルドクエストの個体が使ってきた高精度ドリフトの突進が追加された。亜種は通常状態でも大咆哮を行うようになり、フェイントを組み込んだ大咆哮も使ってくる。希少種は大咆哮を使う回数が多くなっており、最大でも9回近く使ってくる場合がある。極限状態の原種も登場し大咆哮を使用してくる。極限状態としては珍しく弱点の頭部の肉質は変わっていないが、高威力・巨体・振れ幅の大きい攻撃速度があるので狙って攻撃するにはそれなりのプレイヤースキルが求められる。
MHP3では黒い甲殻を持った亜種が登場する。火山や砂原などの暑く乾燥した地域に生息する。驚異的な心肺機能を有しており、大きく息を吸ってから強烈な咆哮を行う「大咆哮」などを繰り出す。
MH4からは希少種が登場する。体色は赤銅色で黒い縞模様があり、原種や亜種よりも二回り以上は巨大であることから「大轟竜」と呼ばれる。設定では、突然変異によって巨大な祖先の竜に近い体型へと先祖返り（隔世遺伝）を起こすことで巨大化した個体で、非常に新陳代謝が激しくて酸素の消耗も多く、密林に囲まれていることで大量の酸素が供給されると共に不思議な力によって標高が高くても酸素濃度が高い古塔でのみ生存できるとされる。巨体を活かした攻撃のほか、攻撃や移動の際に爆発性の粉塵（設定上では、高い新陳代謝によって剥がれ落ちた古い鱗が、金属成分を含む前脚の爪による火花で着火されたもの）をばら撒くようになっている。さらに怒り状態時にある程度のダメージを与えると第二段階の激昂状態である「爆轟状態」に移行し、全身の筋肉が膨張して外殻が内側からひび割れることで皮下組織が剥き出しとなり、顔や両腕だけでなくほぼ全身に赤い網目模様（ひびから覗く皮下組織）が浮かべた姿に変貌する。膨張した筋肉で凄まじいパワーとスピードを獲得して攻撃も今まで以上に苛烈になるが、皮下組織が剥き出しになるため頭と両腕の肉質が極端に軟化するうえに、解除されると必ず疲労状態になるなど、大轟竜にとっても諸刃の剣となっている。
MH3Gには登場しないが、同作のギャラリーに収録されているMH4のコンセプトムービーではリオレウスと共に登場している。また、『メタルギアソリッド ピースウォーカー』にゲスト出演してスネークと対決したこともある。
MHXでは、二つ名持ちモンスターと称される特殊個体モンスターが登場。

### ナルガクルガ／ナルガクルガ亜種／ナルガクルガ希少種／二つ名ナルガクルガ／極み駆けるナルガクルガ
- 別称（原種／特殊個体）：迅竜（じんりゅう）
- 別称（亜種）：緑迅竜（りょくじんりゅう）
- 別称（希少種）：月迅竜（げつじんりゅう）
- 別称（二つ名）：白疾風（しろはやて）
- 登場作品（原種）：MHP2G／MHP3／MH3G／MH4[14]／MH4G[14]／MHX／MHXX／MHWI／MHR／MHRS／MHF-G（G10より）／MHXR。MHP2Gのメインモンスター。
- 登場作品（亜種）：MHP3／MH3G／MHXR
- 登場作品（希少種）：MH3G／MH4G[14]／MHRS／MHXR
- 登場作品（二つ名）：MHX／MHXX
- 登場作品（特殊個体）：MHF-Z
- 作品中の分類：竜盤目竜脚亜目前翼脚竜上科ナルガ科
- 全長：約2003センチメートル／全高：約523センチメートル／脚裏のサイズ：約139センチメートル
- テーマ曲：闇に走る赤い残光[27]

樹海に生息する、独特の進化を遂げた飛竜種。夜行性、好戦的な性格で、執拗かつ狡猾な戦い方を好む。ギルドに存在を確認された飛竜としては新しいが、樹海近辺の集落では古くから目撃証言があり、“ナルガクルガ”という名称も現地住民の間で使われていた。ティガレックスと同じく四脚歩行型の骨格を持ち、迅竜の名のとおり、しなやかで俊敏な身のこなしが可能。遠方から一瞬で跳びかかってきたり、突然跳躍しての視界から消えるといった動きで相手を撹乱する。ネコ科の哺乳類のようなシルエットで、身体は哺乳類のように黒い毛皮に覆われ、猛禽類のような嘴と、その内側には鋭い牙を持つ。翼末端部の爪は鋭いブレード（刃物）状になっており、これで斬りつける攻撃を得意とする。飛行は得意でなく、ティガレックスと同様に優れた跳躍力で高度を得てからの滑空ができる程度。
武器として発達した尻尾の先端には棘状の鱗が生えており、鱗自体を飛ばして飛び道具として使用する。普段は移動の邪魔にならぬよう棘は折りたたまれているが、興奮すると棘が逆立って殺傷能力が増し、独特の鳴き声を挙げた後の振り下ろしは致命傷になりうる程の威力を誇る。さらにMH3GのG級クエストでは、その振り下ろしで叩きつけた後尻尾を地面から引き上げる隙を、回転攻撃で補う戦術もとる。この尻尾はMHP2Gでは怒り状態でないと切断できなかったが、MHP3以降は怒り時に加え、疲労時でも切断できるようになった。怒り状態になると瞳が赤く輝き、頭の動きに連動して帯状の残光を残すようになる。この状態では平常時には通用しない落とし穴が有効となる。暗闇でも行動できるよう視覚と聴覚が発達しているため、大きな音やまぶしい光に対して過敏に反応する。弱ると木の上に隠れて体力回復をはかる。
MHP3より緑色（迷彩色）の体毛を持った亜種が登場。原種同様に尾を使った攻撃を多用するが、フェイントで振り降ろしを二連続で行ったり、連続飛び掛りで跳びかかるタイミングを毎回ずらす、尾から飛ばす棘状の鱗には気絶効果が付与されているなど、ハンターを翻弄するのに非常に長けている。MH3Gのナルガクルガ亜種は、尻尾の回転攻撃を2回連続で行ってくることがある。
MH3Gより月光色（銀色）の体毛を持った希少種が登場。通常種や亜種をも上回る瞬発速度と、霧や光の角度を読みとって自身の姿を隠す能力を獲得しており、移動中は姿が透明となる（ターゲットカメラでも探知不能）という能力を持つ。尾棘に毒を持ち、様々な攻撃に付随して尾棘が周囲に飛び散るようになった。また、連続攻撃や尻尾の回転攻撃の後にできた隙がほとんどなくなっている。完全な夜行性で、過去の塔の調査は昼間が中心的だったために発見されなかったとされる。
MHXでは、二つ名持ちモンスターと称される特殊個体モンスターが登場。

### アカムトルム
- 別称：覇竜（はりゅう）
- 登場作品：MHP2／MHP2G／MHP3／MH4／MH4G／MHX／MHXX／MHF／MHXR
- 作品中の分類：竜盤目アカム科
- 全長：約2994センチメートル／全高：約977センチメートル／脚裏のサイズ：約304センチメートル
- テーマ曲：獄炎の覇王

MHP2、MHF、MHP2Gでは決戦場、MHP3では溶岩峡谷、MH4では溶岩島に出現する古龍級生物。他の飛竜をはるかに凌ぐ巨体に、豪壮な牙と棘々しい甲殻をもち、黒々とした甲殻はグラビモスの吐く熱線に耐える程の防御力を持っている。噛力も凄まじく、一噛みでグラビモスを地面に叩きつけ沈黙させる程の噛力があり、激情時は背中の棘が逆立つと同時に甲殻の隙間からマグマのような赤い光が漏れ出す。火山の岩盤内を潜行し、地下から急襲することもできる。その巨体が火山地帯を潜行するために、地下のマグマが噴出する。また、地下からの突き上げ攻撃や怒り時の牙による突き上げ攻撃に当たると防御力が低下してしまう。ブレス生成器官は持たず火炎や電撃を吐くことは出来ないため、遠距離にいる敵を攻撃するには突進や咆哮を用いる。突進攻撃の動きは遅いが、その遅さゆえに軌道修正能力が非常に高い上、体幅がとても大きいので緊急回避行動をつかわずにかわすのは不可能に近い。咆哮の衝撃と振動は近づいたハンターを軽々と吹き飛ばし、大地を揺るがして高温の火山ガスを噴出させるほどの力を持ち、さらにこれを応用して口からは「ソニックブラスト」と呼ばれる音の衝撃波を放つ。MHP3に出現するアカムトルムは、振り返りながら背後を不意打ちする攻撃や、怒り時にはソニックブラストでなぎ払う攻撃を使用し、この攻撃はアカムトルムの背後や側面を除いてほぼエリア全域に影響を及ぼす。
変種は全身の肉質が大幅に硬化し、属性ダメージもほとんどがマイナス補正となっているため、単純に攻撃を加えるだけでは有効なダメージを与えることが出来なくなっている。特異個体は、超高級耳栓でなければ防げないほどの強烈な咆哮、大きな振動を発生させるボディプレスに加えて、ほぼすべての行動に地下のマグマを炎の竜巻の如く豪快に噴出させるとてつもない個体となっている。また、新たに2種類のソニックブラストが追加され、既存のソニックブラストよりも予備動作の短い横薙ぎ化された広範囲のソニックブラスト、大きく息を吸い込み、自身を中心に超広範囲にわたるドーム状の全方位ソニックブラストが追加された。どちらのソニックブラストも超高級耳栓でしか防げない咆哮を伴って繰り出す上に、防御力半減効果を持つ。既存のソニックブラストは、ブレスの周囲にマグマが噴出されるようになっている。尻尾振り攻撃に逆方向のパターンも追加され、尻尾を打ち付けた地面からはマグマが噴出する。
MHP3ではソニックブラストでなぎ払うように攻撃を行うようになったほか、その巨体でハンターを押さえつけ握りつぶす拘束攻撃を行ってくるようになった。
MH4では溶岩島に登場。攻撃にあわせてフィールドの岩盤を隆起・陥没させるという能力が加わっている。同作によれば、チコ村の村長（ココット村の村長の妻）はモノブロス討伐から帰還時に、アカムトルムのソニックブラストで船を沈められてチコ村へ漂着して夫と離れ離れになった（ココット村の村長は妻が亡くなったと認識している）という。アカムトルムは飛竜の中でも極めて異質で強力な存在とされ、生態面での調査は進んでいない。さらに前肢に痕跡は残っているものの翼が無く四本足で歩行するため、古龍観測局も飛竜種か古龍種かの判断に慎重だったが、骨格的特長から、ティガレックスに近い飛行能力が発達する以前の原始的飛竜の一種と分類されている。
名前にはポッケ村の古語で「災厄」という意味があり、伝承にもその名が記され、「黒き神」と呼ばれている。「白き神」と双璧を成したその時、世界は崩壊すると言われている。

### ウカムルバス
- 別称：崩竜（ほうりゅう）
- 登場作品：MHP2G／MHP3／MH4[14]／MH4G／MHX／MHXX
- 作品中の分類：竜盤目ウカム科
- 全長：約3188センチメートル／全高：約1403センチメートル／脚裏のサイズ：約227センチメートル
- テーマ曲：絶対零度

大規模な雪崩の後、それまで隔離されていた雪山深奥部から姿を現した巨大なモンスター。氷塊や岩盤を粉砕しつつ進む姿から、ギルドでは崩竜と呼ばれる。鉱物を取り込むことで白く硬化した重厚な外殻を持っている。雪を削り進むために発達したシャベルのような特徴的な大顎で凍った湖面を砕いて湖に潜り、湖面の氷を引き裂きながらの突進を行う。潜行攻撃の際は突進を行わない奇襲攻撃をする事もあり、ヒットすると防御力がダウンしてしまう。口からは超低温の水流ブレスを放ち、巻き上げられた雪塊は当たるとハンターに大ダメージを与えると同時に「雪だるま」状態にする効果を持ち、アカムトルム同様ブレスを吐く瞬間に大きな音を発生させれば、ひるませる事ができる。外見的特徴から鈍重に見えるが脚力にも長けており、フェイントを混ぜた上での突進攻撃を放ってきたり、跳躍し巨体によるボディープレス攻撃を仕掛ける。咆哮自体はダメージ判定があり、衝撃で相手を吹き飛ばす能力を持ち、尻尾を使った攻撃のなぎ払いは大ダメージと共に雪だるま状態になってしまう。
翼を持たず四脚歩行といった骨格的特徴から、アカムトルムの近縁種と推測されているため同じ飛竜種に分類されるが、ハンターズギルドの分析ではアカムトルム以上の危険なモンスターと称しており、その強さはアカムトルムを上回る。この事からアカムトルム同様、古龍級生物として知られている。名前にはポッケ村の古い言葉で「白き神」という意味があり、伝承に伝わる「黒き神」と双璧を成したその時、世界は崩壊すると言われている。数百年前に、トレジィと現在の村長の先祖である竜人族と戦ったが、戦闘中に突如発生した雪崩によってウカムルバスは深奥部に隔離され、竜人族はウカムルバスにとどめを刺せなかった。ポッケ農場洞窟内には、このハンターの持ち物だった巨大な剣が残されている。大規模な雪崩の後にウカムルバスが数百年の時を経て姿を現し、ポッケ村に近づいてきたことで、ギルドからポッケ村の村民に避難命令が出されていたが、村民全員はハンターの勝利を信じ、誰一人として村から避難せず、彼らの信じるとおりハンターは勝利し帰ってきた。
MHP3では専用フィールドである極圏に出現し、咆哮で天井から氷塊が落ちてくる、立ち上がってからブレスでなぎ払う、背後にいる敵を突き上げで不意打ちするなどの行動が追加され、攻撃の一部に氷やられ状態となる技が付加されている。MH4GではMHP3と同じ、専用フィールドである極圏に登場。なお、ウカムルバスの素材で制作する武器はそれぞれ「この世を打ち崩す白き雪神」の11の能力の具現であるとされており、武器の説明文でそのことが語られている。
防具についても同様で、剣士用の装備は「白き雪神が、運命の日に着用する」、ガンナー用装備は「白き雪神が、世界を打ち崩すのに用いる」とされており、剣士装備では超人的な能力が身につき、ガンナー装備では途方もない破壊力を与えられるという、「白き雪神」にまつわる逸話が説明文として記されている。

### ギィギ
- 登場作品：MH3／MHP3／MH3G／MHXR
- 作品中の分類：竜盤目竜脚亜目奇怪竜下目毒怪竜上科ネブラ科
- 全長：約98.6センチメートル／全高：約29.0センチ7メートル／脚裏のサイズ：約5.6センチメートル

ギギネブラの幼生。白い体色のヒルのような姿で、洞窟や深い森の日陰など、光に当たらない場所に生息している。毒素は自らの血から生成されるが、ギィギは小さな個体であるため生成ができず、他の生物に張り付いて血を吸うことで自身の体内に毒素を生成する。この毒を吐いて攻撃することがある。ギィギに張り付かれた場合、フルフルベビーを持っている状態同様に体力が減っていくが、フルフルベビーと違ってギィギが徐々に大きくなっていき、最終的には毒を吐く攻撃を行うようになる。回避行動を繰り返すことで引きはがせるが、回避行動がステップになるランスやガンランス等の場合は一度武器を格納する必要がある。フルフルベビーと違いステータス変化のアイコンにもギィギ張り付き状態が専用のアイコンで表示されるようになっていて、説明書にもステータス異常として記載されている。熱と光に弱く、たいまつを灯すと逃げようとし、直接たいまつで殴られると地面に潜って逃げる。
ギギネブラの巣などに見られる卵塊はギィギが繭となったもの。成長過程上で過酷な時期を乗り越えるため、自ら糸状の粘液を吐いて繭状になる。より過酷な環境では複数匹がまとまって繭になることもある。

### ギギネブラ／ギギネブラ亜種
- 別称（原種）：毒怪竜（どくかいりゅう）
- 別称（亜種）：電怪竜（でんかいりゅう）
- 登場作品（原種）：MH3／MHP3／MH3G／MH4[14]／MH4G[14]／MHXR
- 登場作品（亜種）：MHP3／MH3G／MHXR
- 作品中の分類：竜盤目竜脚亜目奇怪竜下目毒怪竜上科ネブラ科
- 全長：約1092センチメートル／全高：約397.8センチメートル／脚裏のサイズ：約148.8センチメートル

凍土に生息する飛竜種。退化した目に白い体色とフルフルに似た特徴を持ち、フルフルとも近縁種であるとされるが、体型はフルフルよりも扁平で、骨格はティガレックスなどと同じ四足歩行型。前述の通り目は退化しているため、温度によってハンターや獲物の位置を把握する。そのためMH3でたいまつを持っているとギギネブラに狙われやすくなる。頭部と尾はほぼ同じ構造になっており、尾側でも噛み付き攻撃が可能。また、完全に体色素が無くなっておらず、身体の一部は赤い。怒り状態中は全身の色がどす黒く変色する他、MHP3では頭部と尾の肉質が逆転し、頭部が硬く、尾が柔らかくなる。腹部側の皮膚には大量のひだがついており、これによって壁や天井にはりつき、尻尾だけでぶら下がることも可能。ただし、張り付いている時に大きなダメージを受けると地面に落ちてしまい、完全に無防備になってしまう。頭部、腹部、尾には毒腺があり、暗闇で紫色に光る。ここで精製された毒は、腹部から毒ガスとして噴出、粘液状にして吐き出すなど、様々な状態で使用する。毒腺を破壊されると、毒ガス攻撃や毒粘液の威力が低下する。極めて繁殖力が高く、至る所に卵を産み付ける。戦闘中に尾から産卵する事があり、ギィギが産まれてくるほか、毒ガスを放つ卵を産むこともある。首および尾の筋肉はフルフル同様柔軟性が非常に高く、首と尾を自在に伸ばすことが出来る。また、 口は大きく開く事が可能で、ハンターを丸飲みして拘束してしまう。牙は口の中にリング状に生えており、削るように噛み付く。
MHP3より黄色い表皮を持った亜種が登場。ギルドでは突然変異種と見られ、発見報告も稀であったとされる。電怪竜の名の通り電気を操り、フルフルのように電気を飛ばしてくる他、その場で放電してハンターを麻痺状態にしたり、放電する卵を産んだりもする。怒り時には黄色い表皮が赤く変色する（フルフル亜種のような色になる）。また腹部は青くなる。ただし、ギィギの卵を産むことはできなくなっている。MH3GのG級では、背中に卵を産む動作が加わる。また、G級の亜種は、放電する卵を背中に産む動作が追加された。これは一定時間で爆発し、くらうと大ダメージと共に麻痺状態になってしまう。しかし、原種が背中に産む通常の卵よりも早く破壊しやすいという特徴がある。
フルフル同様、目が退化しているため閃光玉は効果がない。ただし、ギギネブラに発見された場合は相手がハンターの存在を察知し警戒している黄色の目マークやハンターに気づいている状態の赤い目マークが表示される（音楽も変わる）。そのため、緊急回避行動を取ることも可能。

### ベリオロス／ベリオロス亜種／氷刃佩くベリオロス
- 別称（原種／特殊個体）：氷牙竜（ひょうがりゅう）
- 別称（亜種）：風牙竜（ふうがりゅう）
- 登場作品（原種）：MH3／MHP3／MH3G／MH4[14]／MH4G[14]／MHXX／MHWI／MHR／MHRS／MHF-G（G9より）／MHXR
- 登場作品（亜種）：MHP3／MH3G／MH4G[14]／MHXR
- 登場作品（特殊個体）：MHWI
- 作品中の分類：竜盤目竜脚亜目前翼脚竜上科ベリオ科
- 全長：約1821.7センチメートル／全高：約445.3センチメートル／脚裏のサイズ：約133.3センチメートル
- テーマ曲：零下の白騎士[29]

凍土に生息する飛竜種。凍土を高速で移動する事から「白き騎士」とも呼ばれている。甲殻や毛皮は白く、口には琥珀色のサーベルタイガーのような長い牙が二本生えている。ナルガクルガの近縁種とされ、同様に前肢が翼としてだけでなく歩脚としての機能も持つ。跳躍からの滑空程度しか飛行能力のないティガレックスやナルガクルガと異なり、翼で滞空することもでき、滞空時に獲物を視認する事で急降下攻撃を行う。主に氷上で活動するため、全身に滑り止めの棘が生えており、爪や先端が二股に分かれた尾を武器にする他、氷壁を蹴っての跳びかかり攻撃を行うが、翼の棘が破壊された場合、滑り止めの作用が失われ動きに変化が生じる。エリア移動時、着陸する前に先回りしてきたハンターを発見すると、空中から高速で滑空して先制攻撃を繰り出す習性がある。
MH3ではナルガクルガのような飛び掛り攻撃を行うが、MHP3やMH3Gでは身体の側面を使って体当たりを繰り出す。口からは雪だるま効果のついた竜巻を起こす氷のブレスを吐く。
MHP3より赤銅色の体を持つ亜種が登場。原種と違い砂原に生息し、顔は赤く牙は群青色をしている。獲物の血を砂原の砂と混ぜて身体に塗りこむことで赤銅色の体色を獲得している。原種同様の攻撃方法を行うが、氷ブレスが竜巻を起こすブレスになっている。このブレスは着弾後、しばらくの間竜巻が持続し、近づけば吹き飛ばされてしまう。また、この竜巻に乗って奇襲攻撃を行ってくる。MH3GのG級のベリオロス亜種は、エリアを移動する小さな竜巻を発生させる。これはエリアに何個も発生させることが可能で、これに当たると、通常の竜巻と同じくらいのダメージをくらってしまい、吹き飛ばされてしまう。
MHWIでは激昂したラージャンのような特殊個体が登場し、この個体は「氷刃佩くベリオロス」と呼称される。
非常に厳しい寒冷環境にて長く生き抜いてきたと思われる老齢個体であり、通常個体とは異なる容姿を有しており、牙は変容が著しく、鋭い氷の結晶に覆われており、寒々しい色の「氷刃」と化している。その様子は二振りの「氷の刃」を携えた古豪とでも言うべき風格すらあり、通常個体と比べて豊富な体毛が認められ、特に頬や下顎などには口髭のように体毛が生え揃っている。全身に氷の結晶が付着しているらしく、体色は一般的な「白」というよりは「青白い」という色味になっている。
上述の通り、鋭い氷の結晶に覆われたことで寒々しい色の「氷刃牙」と化しており、通常種の牙よりも更に鋭く、凍り付いてしまった獲物の肉でも容易に削ぎ落として喰らう事ができる。加えて極低温のブレスを口から放つ能力を有し、それを活かした狩りを特徴としており、極低温ブレスを地面に吹き付ける事で一時的に氷の結晶を表出させ、その凍らせた地面に獲物を追い込んで、動きの鈍った相手を仕留める慎重さを持つ。
このようなブレスを扱えるように独自に発達した内臓器官を有すると考えられるが、それと思しき器官は氷刃佩くベリオロスの体内から取り出すと同時に急速に壊死して萎んでしまい、瞬く間に素材としても研究資料としても無価値なものと化してしまうため、研究が進んでいない。

### セルレギオス
- 別称：千刃竜（せんじんりゅう）
- 登場作品：MH4G／MHX／MHXX／MHRS／MHWs／MHF-Z／MHXR。MH4Gのメインモンスター。
- 作品中の分類：竜盤目竜脚亜目刃鱗竜下目レギオス科
- 全長：（通常時）約1671センチメートル、（怒り状態時）1781センチメートル／全高：（通常時）約547センチメートル、（怒り状態時）672センチメートル／脚裏のサイズ：約274センチメートル[30]
- テーマ曲：煌めく千の刃

「刃鱗」という巨大で重厚な刃状の鱗が松ぼっくり状に集合して構成されたセンザンコウのような外殻が特徴の金色の飛竜。刃鱗以外にも、四肢の鋭く長い鉤爪、頭部の巨大な半月刀状の角、先端が槍のようになった尾など、全身が刃や針のような部位に包まれた鋭利な姿をしている。セルレギオスの刃鱗は一般的な生物の鱗とは逆に尻尾から頭部に向かって鱗が生えており（なお、モンスターハンター世界の逆鱗は「伸びる途中から反り返って逆向きになった鱗」を指し、セルレギオスのように根元から逆向きで真っ直ぐのびた鱗を逆鱗と呼ぶことは無く、セルレギオスには刃鱗と別に「反逆鱗」という逆鱗が存在する）。逆向きの鱗は普段は寝かせて体表に密着させることで飛行時の空気抵抗を減らしているが、空中旋回等の際は鱗や角を任意で逆立たせて空気抵抗を意図的に増幅、鱗を姿勢制御用の空力ブレーキとして用いることができ、優れた空中機動力をセルレギオスに与えている。これ以外にも、威嚇や後述の破裂刃鱗を飛ばす際などに鱗を逆立たせる。激昂すると全身の刃鱗が逆立ち、より鋭利な姿となる。巨大で発達した翼を持ち、飛行能力に優れてリオレウスと互角以上の空中戦を繰り広げることさえも可能。地上では、翼のついた前肢を地面につく体勢を取るが、自重を支えたり方向転換の軸とするのみで後脚で跳ねまわるように動き、ティガレックスのような歩脚とはならない（この姿勢は後述のシェルレウスの設定画と同様の姿勢である）。後脚は4本の指のうち2本が後方に向かって伸びるという鳥類の対趾足のような構造で、戦闘時は上空からのキックだけではなくこの後脚でハンターを掴んで投げ飛ばしたりもする。以前からハンターズギルドでは把握していたモンスターであったが、ごく限られた地域にしか生息していないうえに縄張り意識が強くてその地域から滅多に動かず、その地域も高地など人間にとっての辺境で、生態系で上位に位置するため一度に産卵する数も少なく、さらにはその縄張り意識と強い闘争心ゆえに同種間での命を落とすほどの熾烈な争いが絶えないため個体数も少なく、非常に珍しいモンスターとされていた。だが、未知の樹海の深部に生息していたセルレギオスのうちとある1匹が狂竜ウイルスに感染してそれを克服、「極限状態」となって新たなウイルス感染源になるとともに逸脱した凶暴性と戦闘力を身につけ、それにより同地域のセルレギオスたちが一斉に他の地域へ逃げ出したことから各地で目撃されるようになり、原因の極限状態化した個体の判明までは異常事態として混乱を起こした。極限状態のセルレギオスは特殊な攻撃パターンや弱点部位の肉質硬化が無い事から、他の極限状態のモンスターと比べて戦いやすくなっている。
セルレギオスの特異な行動として、刃鱗を投げナイフのように飛ばして遠くの敵を攻撃することがあり、刃鱗は着弾後に炸裂してさらに広範囲を攻撃する。怒り状態で刃鱗が逆立っている際はより威力が増す。この刃鱗の炸裂を受けると、深い切り傷を負った「裂傷状態」となり、攻撃やダッシュなどのアクションの度に体力が減少してしまう。この状態はしばらくしゃがんで安静にするか、肉類を食べることで回復する。なお、本来この刃鱗は武器としてのみならず、破裂の強さおよびそれによる破壊の大きさが個体の強さを示すマーキングの役割を果たすものである。
刃鱗を飛ばして攻撃する行動は、ナルガクルガの尾棘飛ばしのような行動よりも遥かに高頻度で行われ、頭部付近から尻尾まで体のあらゆる部位から飛ばしてくる。そしてそれを補うかのように鱗が生え変わるスピードがとても早い。
ゲーム中では解説されていないが、本来の生息地は高山など標高の高い地域であり、屈強な個体ほど標高の高い場所に巣を確保でき、標高の高い巣ほど広い視野とそれに伴う広い縄張りの確保ができるとされる。個体間の優劣は、獲物や地形に残る破裂刃鱗による破壊の大きさと、高所への飛行に重要な要素である上昇気流を捉えて飛行する能力の高さで決定される（ただし先述のように、それらの儀礼闘争にとどまらず、命を懸けた直接的な闘争へ発展することも多い）。
モチーフとなった生物は猛禽類のヘビクイワシとされる。「セルレギオス」という名称は、鉤爪を意味する「セール」に、軍団を意味する「レギオン」とハヤブサの学名「ファルコー・ペレギヌス」を組み合わせて命名されたものである。
セルレギオスの素材から作られた武器は特殊な性質を持ち、剣士用の武器は一定回数の回避行動を行うと自動的に斬れ味が少量回復し、ボウガンは回避行動の度に銃弾が一発だけ自動的に装填され、弓では接撃ビンが強撃ビンと同様の効果を発揮するようになる。
武器の説明文では、セルレギオスの「鱗の生え変わる速度の早さ」を表したものだと説明される。
なお、設定資料集『ハンター大全』の第1巻では、ボツ案となったモンスターおよび作中時代では絶滅種という設定となったモンスターとして、ワイバーンレックスとリオレウスの進化の中間にあたる「シェルレウス」というセルレギオスと酷似したモンスターが掲載されている。

### ライゼクス／二つ名ライゼクス
- 別称（原種）：電竜（でんりゅう）[33]
- 別称（二つ名）青電主（せいでんしゅ）
- 登場作品（原種）：MHX／MHXX／MHRS／MHXR。MHXの4大メインモンスターの一つ。
- 登場作品（二つ名）：MHXX
- 作品中の分類：竜盤目竜脚亜目電翼竜下目電竜上科ゼクス科
- 全長：
- テーマ曲：電（いなずま）の反逆者

全身を鈍い黄金色に輝く刺々しい突起を無数に生やした甲殻で覆われ、昆虫の翅脈のような細かい網目模様の入った向こうが透けて見えるほど薄い翼の皮膜、鋏に近い形状をした尻尾、そして頭部には冠甲と呼ばれる分厚い斧の如き巨大な鶏冠を持つ飛竜。強力な雷属性を保有することからハンターズギルドでは「電竜」と呼ばれている。
その性質は極めて獰猛かつ攻撃的で、自身の縄張りに入った相手には容赦なく攻撃をしかけ、場合によっては周辺の生態系に多大な被害を与えるモンスターとして恐れられており「空の悪漢」や「電の反逆者」という異名で呼ばれている。肉食性で標的としたモンスターに空中から奇襲をかけ、鉤爪状の翼爪で仕留めてから捕食する。一方で甲虫種に対しては翼で発生させた電磁波を浴びせて絶命して落ちてきた所を捕食するというユニークな生態を持つ。
口からは地上を走る稲妻状のブレスを吐いたり、鋏状の尻尾からもビーム状の電撃を発射する。さらに純粋な空に適応した飛竜種としては珍しく両翼を武器として使用し、その翼で相手を薙ぎ払う、あるいは叩きつけるといった直接攻撃や、その他にも頭部の鶏冠を振り回しての頭突きなど自身の身体を用いた格闘攻撃を駆使する。しかし、ライゼクスにとって最大の特徴と言えるのがジンオウガと同じく雷（電気）を体内に溜めるという能力であり、しかもこの電力充填はジンオウガのような静止してではなく行動によって電気が蓄積されるというもののため、ジンオウガのそれとくらべて隙が少ない。その一方で一度で全身に電力が充填されるわけではなく、両翼、尻尾、そして頭部とそれぞれの部位に電力を貯めこみ、そしてその部位のエネルギーが最大に達した状態を「電荷状態」と呼ぶ。この電荷状態になった部分は強い蛍光色の光を放つようになり、その部分を用いた攻撃の威力と範囲が強化される。例えば頭部ならば目の色が緑に変わると同時に鶏冠の装甲が開いてその隙間からも光が漏れるようになり、口から撃つブレスの出力が上がり、頭突きの際に鶏冠から光る刃のようなものが迸って攻撃範囲が伸びる。両翼ならば皮膜と翼爪が蛍光色に輝くようになり、その翼による打撃の際にも強い電撃が放出され、さらに飛び上がってからの高速着地時に凄まじい衝撃波を発生させる。尻尾ならば先端の鋏が蛍光色に染まり、それによる挟み込み攻撃に麻痺効果が付与される。しかし、電荷状態になった部分の肉質は若干軟化し、そこに立て続けに攻撃を加えられると貯めた電力を発散させてしまい、部位によってはその際にダウンしてしまうこともある。
MHXXでは、二つ名持ちモンスターと称される特殊個体モンスターが登場。全身各部の発電器官が過剰に発達し、強大な力を得たライゼクスの特殊な個体であり、体格は通常の個体より二回り近くも大型化、鶏冠も肥大化した上により刺々しく発達しており、全体的により激しく攻撃的な印象を与える風貌と化している。
外敵を発見すると更なる発電行動を繰り返して限界以上に電力を蓄積していき、やがては周囲を照らし出すほどの青白い電光を放ち始める「青電荷状態」へと移行する。その輝きは蒼穹を思わせるほどに美しく、その様子を見た者達から上述の「青電主」の二つ名を付けられている。

### パオウルムー／パオウルムー亜種
- 別称（原種）：浮空竜（ふくうりゅう）
- 別称（亜種）：浮眠竜（ふみんりゅう）
- 登場作品（原種）：MHW／MHWI
- 登場作品（亜種）：MHWI
- 作品中の分類：竜盤目竜脚亜目膨頸竜上科パオウルムー科
- 全長：約1143.36センチメートル／全高：約348.91センチメートル／脚裏のサイズ：約137センチメートル

陸珊瑚の台地に生息する飛竜種。コウモリに似た頭部と桃色の外皮、体の大部分を覆う白い体毛が特徴。反面、尻尾は硬質な外皮に覆われておりパオウルムー自身も武器として多く用いる。他の飛竜種に比べると特に首が長く、より多くの体毛に覆われておりその特徴的な生態から「浮空竜」と呼ばれている。
様々な気流が入り乱れる陸珊瑚の台地において空気を操る能力に適応している。体内はより多くの空気を溜め込める構造になっており、その長い首元に空気を溜めることで風船のように大きく膨らませ、空中を漂うように浮く姿がみられる。陸珊瑚の卵が主食であり、陸珊瑚が産卵を始めると飛来し吸気と共に卵を摂取する。飛竜種としてはやや小柄で周辺に生息する大型のモンスター相手には遅れを取ってしまうことも多い。
通常時では突進や尻尾の回転攻撃など飛竜種として基本的な行動をとる他、その能力上、吸気と呼気を頻繁に行い圧縮した空気をブレスとして吐くことで外敵を怯ませる。吸気により体内に空気が十分に溜まると首元を大きく膨張させ空中を漂うように滞空する状態になる。この空中浮遊の状態こそパオウルムーの本領であり、ブレスで怯ませたところに尻尾による強烈な一撃を見舞うなど攻撃を多用するようになる。反面、乗り成功時や閃光弾使用時など驚くと溜めた空気を全て吐き出してしまい、滞空状態が解除される。
MHWIでは亜種が登場。亜種の属性は睡眠で原種の吐く空気の代わりに大量の睡眠ガスを放出する。これらの特徴から、「浮眠竜」とも呼称されている。通常種とは対処的に体の大部分を覆う体毛が黒く、左右の首筋には明るい色の模様が線状に入っており、空気で膨らんだ状態だと赤い大きな目玉模様として展開される。
大蟻塚の荒地では主に砂漠エリアの蟻塚の蟻を吸って食べている。

### レイギエナ／凍て刺すレイギエナ
- 別称（通常個体／特殊個体）：風漂竜（ふうひょうりゅう）
- 登場作品（通常個体）：MHW／MHWI
- 登場作品（特殊個体）：MHWI
- 作品中の分類：竜盤目竜脚亜目拡翼竜上科レイギエナ科
- 全長：約1699.75センチメートル／全高：約455.48センチメートル／脚裏のサイズ：約299センチメートル

陸珊瑚の台地で食物連鎖の頂点に立つ飛竜種。陸珊瑚の台地の環境に適応するため、飛行能力に特化する進化を選んだ飛竜であるが、リオレウスをはじめとする他の飛行能力特化型の飛竜と異なり、「翼」よりも「翼膜」を重点的に進化させている。レイギエナの翼は一般的な「長く伸びた骨の間に皮膜を張っている」構造ではなく、「非常に大きな飛膜の中心に骨が通っている」という構造であり、更には翼のみならず、頭部や尻尾にまで翼膜を発達させている。陸上で行動する際にはこれ等の翼膜は畳まれている。飛翔する際には一斉に広げられる。その巨大な翼膜を駆使して周囲の気流を的確に捉え、他の生物には真似できないほどの急制動や長時間のホバリング、空中での宙返り、錐揉み回転しながらの突撃といった非常にアクロバティックな飛行をも可能としている。
体格は飛竜種の中でも比較的細身であるが、全ての翼膜を限界まで広げたレイギエナは非常に大きく見え、その身体や翼膜の色合いもあって白く美しい花弁を想起させる。体内にある「氷結袋」から大気や物質に含まれる水分と反応して凍り付く液状の物質を生成する。しかし、その物質や冷気のエネルギーをブレス攻撃などに利用して使用したりはしない。その代わりにレイギエナの全身には青く輝く「分泌腺」と呼ばれる器官が発達しており、この分泌腺から氷結物質を直接体外へ放出して冷気を発生させ、それを翼や尾を振るう勢いやそれによって生じる風圧に乗せて対象へ叩きつけるという独自の戦法を用いる。その冷気は大気や地面が一瞬で凍り付くほど強力なものであり、獲物の確保や外敵との戦闘においては強力な武器となる。また、時に地面を叩き割るほどの威力を発揮する強靭な尻尾や、短いながらも自分とほぼ同等クラスの体格を誇る飛竜をも捕らえ、投げ飛ばせる後脚も脅威となる。しかし、進化の過程であまりにも空中戦に特化しすぎており、その弊害として地上戦は不得手という弱点も持っている。また、卓越した飛行能力は翼膜と強風によって支えられているため、外敵からの攻撃などによって翼膜に大きなダメージを負うと、空中での制動に支障を来し始める。飛行能力を補佐するために視力が発達しており、それ故に強い閃光などによる目晦ましにも弱い。
肉食性でラフィノスを主な捕食対象としており、全身から冷気を放つことで、獲物の動きを鈍らせつつ狩りを行う。ちなみに捕食の頻度は基本的に一日に一回、時間帯的にはほとんどが朝方に限られる(激しい戦闘などにより体力を消耗した場合はその限りではない)。これは一日の大半を縄張りの見張りや巡回などに充てるためと、食事による自重の変動を可能な限り減らし、より素早い飛行を可能とするためと考えられている。
地面や陸珊瑚などに脚の爪痕を残しながら縄張りを巡回する習性を持つが、これは外敵に対して自身の縄張りをアピールすると同時に武器である爪の手入れも兼ねている。
陸珊瑚の台地の下層にある瘴気の谷にはレイギエナの死体が落下してくることがあり、調べると竜骨系の素材を剥ぎ取ることができる。
全身に冷気を纏い、氷属性の攻撃を行う。毒属性が弱点で、毒状態になると飛行や冷気による攻撃を行わなくなる。
上述の通り、本来陸珊瑚の台地の環境に特化したモンスターであり、三期団による長年の調査の中では渡りを行う習性などは確認されてこなかった。しかし、五期団によって古龍渡りの謎が解明された後、新大陸の生態系に変化が発生。古代樹の森に大群で現れ、大群を成して海の向こうへと大移動する異常な行動が確認された。また、古代樹の森から群れを成して飛び去るレイギエナが目撃されたことがアイスボーンにおける物語の始まりとなっている。
MHWIには激昂したラージャンのような特殊個体が登場し、この個体は「凍て刺すレイギエナ」と呼称され、生息域を「陸珊瑚の台地」から「渡りの凍て地」へと移した風漂竜レイギエナの一部の個体で、その中でも特に力を持った個体が新天地の極寒の環境に完全な適応を遂げ、更にその過程で新たな能力の獲得にまで成功した特例的な存在である。
全身が白い霜で覆われた外見をしている。体格も通常個体より一回りほど大きな傾向があり、運動能力においても一般的な個体とは一線を画すという。
体内の「分泌腺」が多数有する部位が青み掛かった黒銀色に染まっており、そこから冷気を放出した際には氷柱のように鋭く尖った霜を纏う性質がある。これは極寒の環境下に身を置いた事で、元々扱えていた冷気がさらに強化された結果と考えられており、この強化された冷気を武器として巧みに操る。操る冷気は一般的な個体のそれよりも広範囲に影響を及ぼす性質があり、地面などに届くと即座に凍結し、氷の棘や刃となって対象に襲い掛かると同時に退路を断つ。また、飛行速度や空中での体勢の制御にも磨きが掛かっており、凄まじい速度での急上昇や急降下を行う姿も目撃されている。この強力な冷気と卓越した飛行能力を存分に駆使した空中戦を好み、冷気によって獲物の自由を奪いつつ頭上から強襲するという二段構えの戦法を最も得意とする。その驚異的な速度と空中機動で華麗に獲物を狩る姿は「刹那の白霧」とも謳われ、恐れられる。その一方で通常個体と同じく地上戦が不得手である事が最大の弱点。
通常個体のレイギエナを仲間として認識し、縄張りを共有している場合もある模様。外敵との交戦時には仲間のレイギエナを呼び出し、互いに連携を取りながら同時に襲い掛かるといった戦法を取ることもある。

### バゼルギウス／紅蓮滾るバゼルギウス
- 別称（通常個体／特殊個体）：爆鱗竜（ばくりんりゅう）
- 登場作品（通常個体）：MHW／MHWI／MHR／MHRS
- 登場作品（特殊個体）：MHWI／MHRS
- 作品中の分類：竜盤目竜脚亜目爆鱗竜上科バゼル科
- 全長：約1928.38センチメートル／全高：約611.4センチメートル／脚裏のサイズ：約259センチメートル
- テーマ曲：飛来せし気高き非道

やや黒みがかった黄色い鱗と甲殻を持つ飛竜種。極めて獰猛な性格と非常に危険な特性を持ち合わせており、飛竜としてはかなり大柄な体格とそれに見合った巨大な翼を持ち、反して頭部は小さい。特徴として尻尾部分と頭部から首部分かけての下部にぶら下がるように生えた黒く変色した鱗を持ち、後述の能力から「爆鱗竜」と呼ばれている。
特定のテリトリーを持たず獲物を求めてあらゆる地域に出没する。本種の体内には爆発成分を含んだ体液が流れており、下部に生えた黒色の鱗はこの体液が排出された際に鱗状に変質したものである。この鱗はバゼルギウスの些細な挙動で簡単に剥離し、ほんのわずかな衝撃で爆発を起こす非常に危険なもので、この鱗を周囲へ撒き散らし、自身が起こす振動によって起爆させ周辺の生物を多数巻き込むように爆発させて狩りを行う。一方、顎の力が飛竜種の中で比較的弱く、牙も特に鋭さや強度に秀でているわけではない。また、飛行能力は低くないが上下への急制動が苦手であるらしく、空中での移動は滑空を主体とする。
この「爆鱗を撒き散らして攻撃する」という行動は非常に強力だが、単にバゼルギウスが獲物を狩猟するのに必要な量を大幅に超えた被害をしばしばもたらすため、特定のテリトリーを持たない生態と合わせ、ハンターズギルドには極めて危険なモンスターとして常に警戒されている。
戦闘ではその巨体を活かした突進やボディプレスなどの肉弾戦や着弾すると爆発するブレスを吐く他、自身の特徴である爆発性の鱗を撒き散らし自身の様々な挙動によって起爆させ周囲を焼き払うという行動を頻繁に行う。爆発範囲自体は決して広くないものの一つ一つの威力は高く、戦闘中はほぼ常に鱗をばら撒くため特に接近戦では危険を伴う。時には上空を飛行しながら爆撃機のごとく鱗を投下し、最後に急降下プレスで一斉に起爆するという行動を取ることもある。また、興奮状態になると一時的に身体を赤熱させる事があり、この状態を「赤熱化」と呼ばれ、体内の体液が赤熱化すると鱗の隙間からその光が漏れて見えることがあり、この状態では剥離した鱗が瞬時に爆発するようになるためさらに危険になる。しかしそのあまりの鱗の消費率から生成が追いつかなくなることがあり、その際は黒色の鱗が消失し周囲へも鱗を撒けなくなるため反撃のチャンスとなる。
MHWIでは激昂したラージャンのような特殊個体が登場し、この個体は「紅蓮滾るバゼルギウス」と呼称される。通常個体と比較して、身体の上面を覆う鱗や外殻の大部分が、焼け焦げたかのような青みがかった黒銀色に染まっており、鱗が、
ほぼ常時赤熱状態と化している。
通常個体をさらに上回る危険度であり、誘導可能状態になると，前述の鱗が青白くなる。

### エスピナス／エスピナス亜種／エスピナス希少種
- 別称（原種）：棘竜（いばらりゅう）
- 別称（亜種）：棘茶竜（きょくさりゅう）
- 別称（希少種）：棘白竜（きょくはくりゅう）
- 登場作品（原種）：MHRS／MHF（シーズン2.0より）
- 登場作品（亜種）：MHRS／MHF（シーズン2.5より）
- 登場作品（希少種）：MHF（シーズン5.5より）
- 作品中の分類：竜盤目竜脚亜目
- 全長：約1700センチメートル（MHF）[34]、1755.25センチメートル（MHRS）／全高：622.25センチメートル（MHRS）
- テーマ曲：終わりなき迷路[35]

太古の昔から生息している樹海の主とされ、全身に堅い甲殻と無数の紅く鋭い棘を持つ飛竜種。頭部にひときわ巨大な棘を持つ。表記の棘竜は「いばらりゅう」と読む。飛竜種でありながら、人知を超えた存在である古龍種ともまともに縄張り争いをしていたとされており、いわゆる古龍級生物と言える。エスピナスが何の古龍と縄張り争いをしていたかの設定は明かされていないが、樹海では化石化したクシャルダオラの鱗である「鋼龍石」を発見できる。普段はアプトノスやカンタロス、モスなどの動きが緩慢な小型モンスターを捕食している。緑色の体色に加えて身を丸めて身を潜めているが、これはあくまでも意図的な擬態ではなく、体色が周囲と似ていてエスピナス自身がそこまで身動きしないためである。よって、通常はリオレウスなどに見られる積極的な『狩り』を行うことはない。保護色に加えて身動きしない性格ゆえに種族の発見が遅れたという設定がある。
全身の棘は優れた防御でもあり、優れた攻撃でもある。縄張りを侵してくる者がいても、それを能動的に排除しようとするよりも、「堅い甲殻と棘で身を守りつつ外敵が諦めるのを待つ習性」がある。樹海の主であるエスピナスにとって、人間など取るに足らない存在であり関心を示すことは無いとされている。しかし、エスピナスは「身の危険を感じた場合は敵に対して積極的に攻撃を加えて排除しようとする習性」も併せ持っており、ハンターを脅威と感じて怒り出すと凶暴化して全身を紅潮させ、全身の棘を武器に助走もなく瞬時に加速し驚くほどの俊足で突進を仕掛けてくる。この突進は時速50km以上とされる轟竜ティガレックスの突進をも上回る速度である。興奮状態では甲殻に張り巡らせている血管が浮かび上がって肉質が全体的に柔らかくなり、攻撃が通りやすくなる。
クエスト開始時には特定のエリアで熟睡しており、ハンターが近づいても起きることは無く、攻撃しても目覚めにくい。目覚めたとしても、怒るまでは歩いたり若干身体を動かす以外の行動を取らないが、全身が棘に覆われているため、尻尾を揺らすなどの些細な行為でもハンターは傷を負うことになる。動きが緩慢であるから討伐も簡単ということは全くなく、平常時はほぼ全身の肉質が極めて堅いため、通常の斬れ味の武器では悉く跳ね返されてしまう。怒ったときは仁王立ちになって迫力ある雄叫びを放ち、これには音だけでなく風圧も伴う。体内には神経性の毒と出血性の毒を生成する器官が備わっており、棘の先からは後者がにじみ出てくる。火竜と同様に炎のブレスを吐くが、こちらも体内で生成された2種類の毒を含有させた状態で吐き出し、立ち上がったときは3連射することが可能。たとえブレスの衝撃に耐えたとしても、火傷した傷口から毒が入りこみ麻痺と毒状態になってしまう。
エスピナスの素材から作られる武器は毒属性や火属性（亜種と希少種は毒と火の双属性）を持っており、ハンマーや大剣の溜め攻撃では、怒ったエスピナスのように武器が紅潮する。また、性能的に下位となる武器の色は緑が主体だが、強化により上位武器になると色合いが紅潮した緑になるものがある。
特異個体は原種より大きな翼と巨大な頭の棘を持ち、力を溜めてからの突進や爆発を伴う5連続ブレス、薙ぎ払い→タックル→ブレスのコンボ攻撃などを出すようになる。また、原種と比べて非常に目覚めやすく、怒りやすい。激個体は眠りから覚めると同時に激情し、ブレスの爆発が通常の個体よりも強力になっている。G級エスピナスは突進の際にハンターを弾き上げるほどの強烈な旋風を纏い、これまで以上に猛スピードの突撃を連発してくる。過去のイベントクエストではハンターよりも小さなエスピナスが登場したこともあった。
MHFシーズン2.5では新たに亜種が追加。やや黒ずんだ茶色の甲殻を持ち、古塔の頂上を棲家としているが、峡谷でもその姿を見ることが出来る。別名の「棘茶竜」は「きょくさりゅう」と読む。たった一尾だけでランポス千頭分の致死量に匹敵する猛毒に加え、通常種とは異なり麻痺毒の代わりに武具を腐食させる重酸を混入させたブレスを吐き出すようになった。多少隙を晒してでも、力を溜めた技で一度に豪快に獲物を仕留ようとするやや特徴的な性格の持ち主であり、ガードを打ち破るほど超高威力の周囲への角薙ぎ払いなどを得意とする。そのなかでも棘茶竜を「エスピナス亜種」たらしめている一際豪快かつ凶悪な技に、飛び上がってから超極大のブレスを地表へ放ち、周囲超広範囲を毒や重酸の嵐と爆発で悉く吹き飛ばす即死級ダメージの必殺ブレス攻撃がある。
亜種の特異個体は、怒り時でなくてもある程度攻撃はしてくるようになり、立ち上がらずともリオレイアのように3連続で重酸ブレスを発射可能になっている。溜めブレスにも2種類あり、一つは通常の亜種と同じ溜めブレス、一つは溜めたブレスを上空に打ち上げてから爆散させることで、強力なブレスの雨を降らすことができる。また、全身の棘の先端が白くなっているなどの違いがある。亜種の激個体は常に怒り状態で、溜めブレスが着弾時に無数の小弾をばら撒くようになり、中途半端な距離で緊急回避して大爆発を避けるとその後にくる小弾に当たってしまうようになっている。G級には現在正式な形では実装していないが、後述の希少種と同時に登場する特別なイベントクエストでのみ先行して登場。突進攻撃そのものに毒だけでなく防御力を低下させる効果が追加されただけでなく、空中で重酸を充填した後、亜種得意技の溜めブレスを3連射するという脅威の技を持つ。また、このクエストでは後述する希少種と突進で衝突してフィールドの全域を巻き込む大爆発を引き起こす攻撃を行うもある。
MHFシーズン5.5からは希少種も追加され、樹海頂部に生息する。白色に薄い紫がかった甲殻を持ち、興奮すると紫の模様がより濃く発色する。別名の「棘白竜」は「きょくはくりゅう」と読む。通常種や亜種と大きく異なるのは、短気で攻撃的なため、起き上がるとすぐさま怒り状態へ移行するという点である。希少種独特の攻撃方法として、飛び上がってからの滑空攻撃のほか、素早く後退する、振り向き時には一度に180度反転するなど、他の飛竜と異なった動きをする。亜種は麻痺毒の代わりに重酸を用いたが、希少種は通常種と同じで火と毒と麻痺を混合させたブレスを吐く。性格が異なるので亜種のような溜め攻撃は行わないが、代わりに「地獄の業火」とも形容される、エリアの半分近くもの範囲を一瞬にして火の海にしてしまう圧倒的威力のブレス攻撃を持つ。この炎は触れると急激に体力が減らされるとともに、毒状態になってしまうため、その場に踏みとどまると一瞬で力尽きてしまう。エスピナス希少種の特異個体は天高く噴き上げる毒性の大火柱を2本並べる「ファイアーウォール」という技や、巨大な火柱を噴き上げ周囲を延焼させる火炎ブレスと同時に上空へ舞い上がり、火柱で空中に滞留しているハンターにトドメを指す大技も繰り出すようになった。G級のエスピナス希少種は地面に滞留する毒性の水たまりを吐き出すようになっている。この毒液の上に立つと毒状態にされるばかりか地形ダメージによって体力をどんどん減らされてしまう。G級エスピナス希少種が特異個体化しようものなら、突進や翼撃などほぼ全ての物理攻撃が毒である上、火炎ブレスも毒・麻痺・地形ダメージ、特異個体やG級専用のいずれの攻撃技も何らかの形で毒や地形ダメージのエリアを出現させるなど、いわゆるスリップダメージのエキスパートと化すためかなりのパワーアップを遂げる。なお、前述したG級のエスピナス亜種と同時に登場するイベントクエストではフィールドを分断するほどの巨大な炎の海を生み出すブレス攻撃を行うことがある。
元々はMHF独自のモンスターであったが、MHRSにて亜種と共にモンスターハンターシリーズ本編に登場。MHFが初出のモンスターの本編シリーズへの登場はMHP2Gと共同開発だったヒプノックとヴォルガノス以来、MHF独自開発だったモンスターの本編シリーズ登場はこれが初の事例である。
本編シリーズ登場に際して新たに追加・補完された設定があり、「邪毒」と称される保有毒素は餌とした有毒生物の成分を血液中に蓄えたもので、出血毒は環境生物のドクガスガエルのものであり、麻痺毒はランゴスタに由来するとされる（亜種の重酸も餌の成分が由来と考えられているが、調査中で詳細は不明という設定る）。このエスピナスの邪毒は極限まで希釈すると抗ウイルス薬になるとされ、MHRS劇中にて騎士フィオレーネがメル・ゼナを介してキュリアのウイルスに感染した際、薬師タドリが治療の薬剤として用いている。また、太古の樹海で縄張り争いをした古龍はクシャルダオラであったと設定資料集にて正式に判明し、ゲーム中でもクシャルダオラと互角の縄張り争いを行うようになっている。
名称のエスピナス（Espinas）はスペイン語で「棘」を意味する単語であり、その名の通り「薔薇の棘」をイメージして考案されており、普段は動かず近づく者に反撃するという行動もそこから着想している。

### レ・ダウ
- 別称：煌雷竜（こうらいりゅう）
- 登場作品：MHWs
- 作品中の分類：竜盤目竜脚亜目
- 全長：
- テーマ曲：大地を貫く蒼き雷

禁足地の領域「隔ての砂原」の頂点捕食者にあたる、黄金の鱗を持つ飛竜種。全身は黄金の甲殻に覆われており、肩や背中などの鱗は矢尻の如く鋭く曲がった爪か棘のように発達している。腹側の鱗は黒色と金色の縞模様となっており、背中側に比べると装飾が少ない。翼は非常に強靭に発達しており、また翼と同じ方向にそれよりも長く大きい鎌のような形状の爪が生えている。この鎌のような爪を武器として用いることもあり、相手を殴りつけたり、切り裂いたりする。
頭部には可動する角を計4本備え、内2本は下顎の根元付近から顎を囲うように湾曲して伸びており、もう2本は下顎の2本と比べて大きく、側頭部から横方向に伸びている。これらの角は「電角」と呼ばれ、角の根元の筋肉が発達しており、この筋肉の働きによって自在に角度を変えることを可能としている。また、電角はその名の通り通電性を持ち、帯電、放電することも可能である。本種はこれらの性質を利用し、溜め込んだ雷属性エネルギーを前方へ向けた電角に集約して、対象に向けてブレス攻撃の如く電撃を射出する。
雷属性エネルギーの扱いに長けた飛竜の一種であり、類稀な雷電への耐性と蓄電能力を持ち、青い雷を放つ。発電・蓄電を効率よく行うため、砂嵐が起こっているときに活発になる習性がある。
縄張り意識は強く、他モンスターと遭遇した場合、積極的に排除しようとする。
飛竜種の中ではかなり大柄な体躯の持ち主であり、飛行能力も極めて高く、広大な砂原を一飛びで移動してしまうほか、視界確保やバランス保持が困難な砂嵐の暴風でも大した影響を受けずに飛行できる。
食性は肉食で、ダルトドンやケラトノスを捕食する様子が見られる。狩りの際は角から電撃を射出し、動けなくなったところを捕食する。獲物を脚で捕らえたまま飛翔する姿も確認されている。
戦闘では、翼や尾による肉弾攻撃と雷攻撃を中心とした戦闘を行う。攻撃を繰り返すにつれ翼や尾に鉱石（蒼雷晶）を纏うが、この状態になると攻撃に雷属性が付与される。

### アルシュベルド
- 別称：鎖刃竜（さじんりゅう）
- 登場作品：MHWs。MHWsのメインモンスター。
- 作品中の分類：
- 全長：
- テーマ曲：解き放たれし白き鎖刃

禁足地にて姿を現した銀色の鱗を持つ飛竜。骨格構造や姿勢はセルレギオスに似ており、歩行時に翼を設置して歩いたり、後脚の指が対趾足になっているといった共通点を持つ。翼の膜は他の飛竜のような皮膜ではなく、毛のような繊維が密集して膜を構成する構造となっている。翼には別名の由来となっている「鎖刃」という刃状の甲殻が繊維状の組織で連結された器官を両翼で4本を持ち、鎖刃は繊維を緩める事で刃状甲殻の連結を分離した上で鞭状の刃や蛇腹剣のような武器として扱うことが出来、戦闘時は鎖刃で切りつけたり締め上げりといった攻撃を行う。
アルシュベルドは劇中時代では既に絶滅したモンスターとされていたが、何故か禁足地に姿を現してナタの故郷の守人の里を壊滅させるといった被害を出し、プレイヤーとなるハンターが属する禁足地調査隊が「白の孤影」と称されたアルシュベルドを追って正体を調べる事となるのがMHWsの物語の始まりとなる。

### ベルキュロス
- 別称：舞雷竜（ぶらいりゅう）
- 登場作品：MHF（シーズン4.0より）
- 全長：約1500センチメートル[34]

峡谷に絶対者として君臨する飛竜種。左右の翼から伸びる尾のような長い鉤爪と、主尾の隣にそれぞれ並んで生えた副尾を含めた3本もの尻尾が特徴。飛行能力に優れ、舞うように飛ぶ姿から舞雷竜と呼ばれておる。大老殿曰く「古龍にも匹敵する力を持つ」。これまで無価値と見られた峡谷に生息していたために一般的には認知されていなかったが、近年になって峡谷が狩猟地として再評価されたことにともない、存在が公になり始めたという設定である。
MHシリーズ初となる常に飛行している大型の飛竜種として登場し、平常時は基本的に常に滞空を維持、自分から降りてくることはほとんどない。鞭のように発達した鉤爪を使用して物理的な遠距離攻撃も繰り出す。また、体内に発電器官である電撃袋を有し、角や背中の突起物など、あらゆる器官で生体電流の制御を行っている。これによって強力な発電能力を得ており、口や主尾、翼の鉤爪から放電する。フルフルのように尻尾をアースにする必要がないが、自分自身の強力な電撃から身を守るため、「絶縁脂」という高温でも溶けない高濃度の脂肪のほか、通電・帯電性に優れた堅殻、帯電による赤熱に強い上鱗や鬣などを持つ。空中を飛ぶモンスターは強い光で目をくらませて墜落させるというのが従来のモンスター狩猟の定石であったが、ベルキュロスは自身の雷光に慣れているため閃光玉のようなアイテムがまったく効かない。毒も効果が低く、麻痺や睡眠の属性に至っては完全に無効と状態異常に対して非常に高い耐性をもつ。
怒り移行時は天高く舞い上がり、急降下して即死レベルダメージの超広範囲攻撃、大放電キックを繰り出す。ベルキュロスの放電方法には、大地そのものを帯電させる、機雷状の電撃球をばら撒くなど特異な性質の放電攻撃が多いが、これらは吐き出した体液に通電させたり強力な電圧で大気中の塵を帯電させるなど、全身に多数存在する様々な発電器官が織りなす緻密な電流制御によるものである。飛竜の中でも特に賢く、ハンターから身を守るために行動パターンを変化させるとされており、アップデート毎に小さな球状の電撃を大量に放散する攻撃や、口からビーム状の電撃を吐いたり、全身からバリア状に電撃を放つ攻撃などが追加されたベルキュロスが配信されている。特定のクエストでは、噛み付きを受けるとハンターが麻痺してしまうばかりでなく、所持している武器の斬れ味が大幅に鈍ってしまう。なお、生涯最初の放電以降、帯電し続ける特殊な鱗「帯電鱗」があるとされ、一頭に数枚しか存在しない。複雑な各発電器官は非常に繊細であるため、大きな傷を負うと暴走してしまう。暴走した電流はベルキュロスの体内を駆け巡り、自らを焼き尽くしてしまう。ベルキュロスの電流を暴走させるためには、すでに部位破壊した箇所へさらにダメージを蓄積する必要があり、ダメージが極端に蓄積した部位には漏電が起きる。そのプロセスを同時に複数個所で行うことにより、最終的にはショートさせることで大ダメージを与えることができる。このショートによるダメージは漏電した部位が多ければ多いほど大きくなる。
特異個体は翡翠色に染まった翼膜と巨大に発達した鉤爪が特徴。これまでに配信されてきた全てのベルキュロスの行動パターンを同時に併せ持ち、極めて多彩な動きを見せる。また、鉤爪の扱いにより長けており、鉤爪を突き刺してからそれを軸に高速旋回したり、帯電させた鉤爪を振り回したり、左右の鉤爪でそれぞれ薙ぎ払ってから高威力の超放電を放つといった攻撃も繰り出す。剛種クエストの特異個体は上空へ移動してからポインター状の赤い電弧でハンターを正確に捕捉し、超極大の雷ブレスで狙った場所を焼き尽くす「滞空強化ブレス」という攻撃も行う。怒り状態ではこの直後に即死威力の急降下大放電キックへとつなげるため、非常に危険である。G級クエストでは空中で鉤爪を振り回して6発の雷球を一斉に飛ばし、直後に放電プレスを仕掛けるという攻撃が追加された。
ベルキュロスの素材から作られる武器は雷属性を有し、若干の会心率と防御力上昇効果が特徴。
ベルキュロスのデザインは、不死鳥フェニックスをモチーフとしている（長い尾羽のように見える翼爪などがそれに相当する）。ベルキュロスは2011年に開催された畑正憲とのコラボ企画『ボクの好きなモンスター』人気アンケートにおいて、支持率21.06%で1位を獲得している。

### ドラギュロス
- 別称：冥雷竜（めいらいりゅう）
- 登場作品：MHF（シーズン8.5より）

ベルキュロスの亜種で、体形はベルキュロスと同様であるが白い体色を持つ。雪山を中心に、高地や樹海などの峡谷以外の地域に生息するが、もともとは雪山の過酷な環境に適応するために変異を繰り返した結果、現在の姿になったという設定である。その結果、通常の電気エネルギーとは異なる、龍属性のエネルギーを持った黒色もしくは赤黒い電撃である「冥雷」というエネルギーを制御するようになった。翼は赤黒い静電気を発生させる性質があり、放出した冥雷の動きを角で司っている。角や全身の棘が生体電流を制御する器官であることには変化はない。常に空中を舞うベルキュロスと違い、地上で狩りを行うことが多い。
最大の大技である大放電キックをはじめとしてベルキュロスと同様に多種多様な放電攻撃を持つが、上記のようにその全てが龍属性に変化した電撃となっている。ただし、ベルキュロスの亜種であることもあり、ほかのモンスターが発する龍属性の電撃との相違点として、冥雷は麻痺効果を持つ。ベルキュロスとも異なる放電方法も幾つか習得しており、叩き付けた鉤爪から六方向に冥雷を飛ばす、冥雷を放出する鉤爪を引きずりながら滑空攻撃を放つ、天空に昇る勢いで冥雷の嵐を地上に落とすなど、広範囲かつ高威力な行動が多い。また、通常の電気ではないので部位破壊による漏電などが発生することはなく、逆に麻痺や睡眠による状態異常が有効など体質の違いが見受けられる。
剛種クエストでは行動パターンなどに変化はないが、閃光玉が効かなくなっている。特異個体は翼が淡い山吹色に変色、角や棘が大きく発達しているのが特徴。空中に飛び上がってクシャルダオラのように地上へビーム状ブレスを照射する攻撃や、バックジャンプしながら鉤爪を振り回して6つの雷球を3対で交差状に放つ攻撃などを繰り出す。前述の特定のベルキュロスと同じく、噛みつきには武器の斬れ味を最低まで低下させる効果が付加されている。隙の大きい地に伏して放電する攻撃は使わなくなっている。剛種クエストの特異個体は羽ばたき中に爆発性の雷球をばらまき、空中で1回転しながら身体と鉤爪で周囲と後方に電撃を放つ攻撃が追加されている。なお、剛種クエストのうち特異個体が登場するクエストに出発した際に、さらに強力な「幻の冥雷竜（幻のドラギュロス）」が低確率で現れることがある。この個体は、初めは常に怒り時であること以外、通常の特異個体と変わらないが、一定のダメージを与えると突如地に倒れ、動かぬまま数秒かけて帯電したのち、直撃すると一撃で力尽きるほどの強大な雷光を伴って起き上がる。この後は常に激昂状態となって攻撃の威力・俊敏性・範囲の全てが大幅に向上して一切怯むことがなくなり、その禍々しい力で足元の石が次々と宙へ浮かび始め、既存のほぼ全ての行動に加えてさらにベルキュロスの攻撃の龍属性版も用いるようになる。また、8の字を描くように撹乱飛行して、耐性も全く意味を成さないほどの超高威力・広範囲の黒雷を放つ必殺級の攻撃も使用する。この個体の討伐に成功すると、称号「昂臨」とアイテム「冥雷竜の昂鱗」が入手できる。さらに覇種クエストのドラギュロスも存在し、こちらは幻の冥雷竜をも遥かに凌ぐ。冥雷の影響で末端部位は変色し、ハンターを追いかけながら立て続けに3連続でサマーソルト攻撃を行ったり、鉤爪で岩盤を引きはがしてからブレスで粉々にするといった荒々しい技を得意とする。また、大きな傷を受けると一旦は倒れるが、その後全身を黒焦げにするほどの冥雷の爆発によって蘇り、「暴走状態」となる。暴走状態では時間経過でドラギュロス自身の攻撃力が上昇し続けるという特徴があり、その状態は周囲に発生する粒状の光の色によって表され、赤、紫、橙色の順に攻撃力が高いことを示す。攻撃力の上昇を食い止めることも可能で、ハンターがドラギュロスに攻撃を加え続けることで逆的な変化が起きる。このほかにも暴走状態のドラギュロスは凄まじい攻撃範囲を誇るブレスや、衝撃波から落とす雷の雨、果てにはフィールドの全域近くを巻き込む超放電を繰り出すようになる。常に冥雷を帯びるために龍属性の攻撃が多いが、覇種クエストのドラギュロスが生み出す冥雷は特殊で、ハンター側の龍耐性は通常の半分しか効果を発揮することができない。
ドラギュロスの素材から作られる武器は高い龍属性を持つほか、非常に高い会心率を備えているのが特徴。また、基本となる防具シリーズの名称は「ベルドラ」シリーズ。対して剛種防具は「エミット」という名称で、デザインも若干異なる。ドラギュロスは2011年に開催された畑正憲とのコラボ企画『ボクの好きなモンスター』人気アンケートにおいて、支持率10.61%で2位を獲得しているほか、2014年にエンターブレインが行ったアンケートにおいてもユーザー人気2位を保持している。

### パリアプリア
- 別称：呑竜（どんりゅう）
- 登場作品：MHF（シーズン5.0より）
- 全長：約2000センチメートル[34]

峡谷に生息する。魚竜のようにぬめった表皮や独特な形状の尾を持つ飛竜種。ティガレックスのような四脚歩行の骨格を持つ。絶えず腹を空かせており、呑み込むように物を食べることから「呑竜」と呼ばれる。食べ物は特に肉を好み、味にうるさく、グルメと言えるような一面がある。パリアプリアは何人が遭遇しても常に何かを口にしており、実際のクエストでもハンターと邂逅した際は必ず大きな骨付きの生肉を貪っている。消化液や臓器（特に呑竜のキモ）の機能が非常に強いため、毒肉などを食わせても状態異常にはならず、武器による毒や麻痺、睡眠などの状態異常も一切効果がない。消化液の強さに任せて大小さまざまなモンスターはおろか、鉱石すらも食らうことがある。あまりにも強力なため、パリアプリアが生命活動を停止した際に、体内の消化液がパリアプリア自身の身体を溶かし始めてしまう。ブレスを吐く器官は持たないが、強力な個体はガノトトスのように大量の水を呑んで吐き出すことができる。また、顎の力も強く、噛み砕いた岩を散弾状にして吹き付けることもある。表皮のぬめりは分泌する体液によるもので、パリアプリアの素材から作成できる武器はこのぬめりにより独特な切れ味を持っている。身体の各部位は切断、打撃、射撃の3系統に対しての耐性の強弱がはっきりしており、プレイヤーは武器種ごとに的確に弱点部位を狙うことが求められる。パリアプリアが現在の姿になるまでの進化の過程は謎に包まれているが、峡谷に生息する小型の水生生物「サンショウナギ」と共通点が多いことが指摘されている。サンショウナギも生態に謎が多く、さらに同種族間で共食いも頻発するなど過ぎたる食欲の旺盛さを持つ。
動きが非常に鈍く、体力も多くはないため容易に狩猟ができるが、パリアプリア自体の素材は人気が薄く、売値も他のモンスターと比べてあからさまに低い。しかし、モスの苔皮や肉球のスタンプ、怪鳥の鱗、蒼火竜の翼などの多様な素材を呑み込んでおり、特定の手段を用いればこれらを吐き出させアイテムとして入手することができる。狩猟の際の主な目的は、この吐き出すアイテムにあるとされる。呑み込んでいた物を吐きだすことにより素早くなるが、肉を食わせていくと腹部が目に見えて膨れていき、動きも鈍る。パリアプリアは唾液の色が定期的に変化する性質があり、その色に対応する肉、たとえば紫の唾液では毒肉を食べさせる必要がある。それ以外の肉を食べると怒って暴れだす。これは前述のとおり「味にうるさい」ところがあり、パリアプリアの気分に合わなかったためである。満腹となった状態で攻撃を仕掛けると素材を吐き出させることができるが、その際に嘔吐物をぶつける攻撃も同時に仕掛けてきて、吐物に当たると一部アイテム使用不可（悪臭）と泥酔の状態異常に陥ってしまう。吐瀉物は地面に採取ポイントとして残るが、生肉のアイコンはそのまま罠肉アイテムとして再利用でき、また素材が得られる吐瀉物は白<緑<紫<水色の順に価値の高いアイテムが出やすい。嘔吐後は怒り状態となりそれまでよりも行動が素早くなるほか、何度も繰り返すとそれだけどんどんパリアプリアの行動スピードが速くなっていく。
剛種クエストのパリアプリアは高圧縮した大量の水を直線状のブレスとして放つ攻撃をもつ。呑みこんでいる素材も雌火竜の逆鱗や黄金の毛のほか、ここでしか手に入らない飛竜種の宝玉など価値がより高い。特異個体は舌が真っ青に変色しており、体色は赤みがさらに増している。上位クエストでも水ブレスを吐くほか、狙ったハンターを追いかけるように執拗に噛みつき攻撃を繰り出す。強靭な肺活量を持つ特異個体の特徴的な攻撃として、周囲の空気を大量に吸い込んでから吐物を吐き出す攻撃がある。この攻撃は吸い込みの時点でパリアプリアの口元に一瞬で吸い寄せられ、目の前でブレスを直撃させてくる。これは獲物を丸ごと吸い込もうとしたが吸いきれず、とりあえず弱らせようと吐瀉物を浴びせかける行動である。また、剛種クエストの特異個体は石をかき集めてからそれを噛み潰し、正面へ勢いよく吹き付ける気絶効果の攻撃を繰り出すことがある。激個体は散弾状に上空から石を降らす攻撃に唾液が混じり、それを自身に吹き付けてガンナーの弾を弾くようになった。覇種クエストのパリアプリアは獲物の返り血で染まっており、赤黒く禍々しい、いわばグロテスクな外見で、眼も血走ったかのように赤い。通常のパリアプリアよりも遥かに貪欲であり、エリア侵入直後はハンターには目もくれずドスファンゴの死体の山を貪り食っているなど、開幕から恐ろしい光景が繰り広げられる。戦闘においては特異個体のものを基本としつつも、比較にならない強化が施されている。左右から直進と何度も地面を抉り食らう攻撃や、地面を叩き割るほどのボディプレス、ティガレックスのようなスピンや咆哮技などの新技を会得したほか、前方広範囲を胃酸で薙ぎ払ったり、ハンターを一瞬のうちに懐へ引き寄せ胃酸の塊を浴びせる"覇食"という技など、悪臭漂う各種体液を用いた攻撃が特に苛烈。また、覇種パリアプリアが暴れた余波で降ってくる岩はハンターを確定で気絶させ、さらに戦闘開始時から通常のパリアプリアを4回嘔吐させた状態の行動速度になっているなど怒り状態がピークに達しており、手が付けられない強敵である。また、覇種パリアプリア最大の特徴として、己の身体に「跳弾液」という特殊な体液を全身に纏う「体液纏い状態」となり、跳弾液の色に応じて毒や麻痺、睡眠などの状態異常が接触系の全ての物理攻撃に付与されるほか、終盤は真紅の跳弾液を帯びた血みどろのような恐るべき姿となって攻撃力がより一層激化する。この瀕死の際はほぼ即死が確定する凄まじい威力の急降下プレスを繰り出すようになる。なお、覇種クエストのパリアプリアは、配信初週の統計によればフォワード.5で登場した5種の覇種クエストのなかで最もクエスト失敗率が高い。G級のパリアプリアは突進で通過した軌道に胃液を大量に滴らせるようになった。この残留する胃液に触れると大ダメージを受け、さらに悪臭と泥酔の状態異常に陥ってしまう。G級パリアプリアはG級の火竜や雌火竜の鱗のほか、闘獣ゴウガルフの毛などを呑みこんでいる。
パリアプリア素材で作られた武器は水属性を持ち、近接武器は前述のとおり非常に珍しい斬れ味ゲージとなっていることがある。武器によっては黄色の次がいきなり4段階上の紫となっていたり、ゲージの端から端まで緑一色や白一色といった極端すぎる性能になっている場合も少なくない。後者はパリアプリア素材の特徴であるヌメリを敢えて残すことによって長時間の狩りに耐えうる斬れ味であるという設定である。一方で呑竜素材の防具であるパリアシリーズは剣士用がガード性能を強化するスキル、ガンナーは回避能力を強化するスキルが中心になっているなど守備が強い。剛種防具のディボアシリーズは気力回復などのスキルが発動する。
このモンスターの当初の構想案は「痰を吐いているサンショウウオ風モンスター」というものであり、正式に実装されたパリアプリアの姿もそれが元になっている。パリアプリアが実装されたシーズン5.0は空路を用いるキャラバン隊「パローネ＝キャラバン」が中心となったアップデートであったため、パリアプリアは珍妙なコンセプトを備えた特殊なモンスターという位置づけで開発されたことが語られている。開発にあたっては特に体色の設定に苦労し、初期設定画は現在の覇種クエストのパリアプリアのようなどす黒い印象のものだが、他のモンスターと被らない色を探して迷走、開発スタッフ曰く「アホなキャラ」と相まってより奇抜な色への変更はモデリングまで継続された。

### デュラガウア
- 別称：氷狐竜（ひょうこりゅう）
- 登場作品：MHF（シーズン8.0より）
- 全長：約1390センチメートル[34]

青色、緑色、橙色など色鮮やかな体色を持つ、狐顔の飛竜。口部は完全に閉じることがなく、無数の牙を常に剥き出しにしている。非常に警戒心が強く、近年まで塔の最奥部に隠れるように棲んでいたため存在が確認されなかった。生息地から離れることは極めて稀であるが、近年では高地での目撃情報が相次ぐようになった（峡谷にも出現する）。後述するように氷属性の飛竜種であるが、それに対して雪山などの寒冷地のクエストが一切ないというのが大きな特徴。
ティガレックスと同様に四脚歩行の骨格を持つ。強靭な前脚には鋭利な爪があり、前脚と長い筆状の尻尾を駆使して戦う。筋肉質な前肢から伸びた爪は、機敏な動きで獲物を狩るために不可欠である。爪は獲物を容易に切り裂く武器としてだけでなく、地面に突き立てることで急制動を可能にしている。これを利用して高速で回転したり、あるいは回転を止めて突然逆回転を行うなどしつつ、突き立てていないもう片方の爪による斬撃を放つ。また、時折左右の爪を打ち合わせることで、激しい攻撃で欠けてしまった爪を研ぐ様子も確認されている。ゲーム中ではブレスを吐いた後など、特定のタイミングで爪を研ぐ。筆のような質感の尻尾は故意に振り回すのではなく、前脚を振り抜いた勢いで尻尾がつられるように振り回されるため、前脚による攻撃を避けてもワンテンポずれて尻尾が襲いかかってくる形になる。性格自体は落ち着きがないようで、大きく振りかぶって前脚を叩き付けたり、身体ごとぐるぐると回転してハンターを吹き飛ばしたり、空中で宙返りして地面に身体を叩き付けるなど、全体的に荒っぽく範囲が広いものが多い。常に警戒心が強いため、音に敏感に反応する。怒ると身体が凍りつき、緑色が基調のやや暗い体色から一瞬にして真っ白い姿へと変貌し、尻尾の棘も逆立って釘バットなどを彷彿とさせる形状になる。部位破壊はこの怒り時でなければ行うことができない。
戦闘中はフィールドの端までの一直線を突き進んで凍てつかせる冷気のブレスを吐き、そのブレスに触れたハンターはスタミナの消費が異常に早くなる「凍傷状態」になってしまう。この状態異常は強走薬やホットドリンクを事前に使っていても即座に無効化されてしまう。尻尾からは睡眠ガスを放つこともある。さらに、ハンターからの攻撃に対し身構える「カウンター待機状態」の最中にデュラガウアに攻撃を加えると、強烈な爪攻撃で反撃され、それを受けるとその場で跪き失神する「膝崩れやられ」に陥ってしまう。膝崩れやられは気絶状態を必ず併発させるが、気絶無効のスキルでは防げない。また、前脚を振るって巨大な冷気の旋風を放出する「かまいたち」という一際特徴的な攻撃を持つ。この氷の竜巻は少し前脚を振るだけという単純な動作に反し、非常に攻撃範囲が広く、かつ高威力、さらには凍傷効果などブレス以上に強力な性質がある。
剛種クエストのデュラガウアは突進の追尾能力の向上、一度に4つものかまいたちを繰り出す、ブレスを3方向へ同時に3発吐くなど攻撃行動がかなり強化されているほか、ジャンプして冷気を着地地点に叩きつけ、さらに風圧で飛んだハンターめがけて冷気のブレスを直撃させる、非常に威力の高いコンボ攻撃を行う。また、閃光玉を炸裂させても、ステップのような動作で"回避"してしまう。特異個体は角が反り返っており、爪が巨大化、体色がやや水色がかっているのが特徴。ガンナーの一部の弾丸を無効化する氷の風を纏い、咆哮にはダメージ判定とともに凍傷効果が付与される。また、下位や上位クエストの特異個体にも剛種クエストのデュラガウアの特徴が全て継承されている。跳び跳ねながら距離を取って遠距離からブレスを吐いたり、周囲を一瞬にして氷で覆う、尻尾を振るって睡眠ガスを放つなどの行動が追加されている。剛種クエストの特異個体は一瞬の溜めののち、左前脚を大きく振って半円を描きながら周回して飛んでいくかまいたちを一度に3発放つ攻撃を繰り出す。G級クエストでは瞬時に巨大な氷塊を作り出して真上から砕き、ほぼ全方向に向けて20個近くもの氷片の弾幕を放つ攻撃を行うようになった。
デュラガウアの素材から作られる武器は、氷と睡眠の双属性を有する。防具は氷狐竜の狐というイメージから、和のテイストを取り入れたデザインになっている。特に頭防具は2種類用意されており、そのうちの一つは狐の能面を思わせる外見となっている。もう一つの頭防具は筆状の尻尾を反映したアスパラガスの先端部分のようなデザインで、マニアックなプレイヤーには特に注目された。
デュラガウアが実装される前、シーズン6.0では雌雄で協力して狩りを行う牙獣種オルガロン、シーズン7.0では最大32名のプレイヤーで挑む大討伐クエストのラヴィエンテが実装されるなど、やや変わったコンセプトのモンスターが多かった。それを踏まえ、デュラガウアはスピーディーに動き、なおかつ「ガチ」、つまりハンターとモンスターとの間で真剣勝負ができることをコンセプトにしている。また、開発初期の姿は現在とはかなり異なっており、「氷属性・知的で神秘的・素早い動き」というモンスター開発のオーダー内容から、当初は"某ダークヒーロー"を思いつき、それに近いコウモリの姿をイメージしたモンスターとしてデザインされていたものの、そのデザインが使えなくなったため、キツネの顔のモンスターに変更されたということが語られている。

### グレンゼブル
- 別称：蛮竜（ばんりゅう）
- 登場作品：MHF（シーズン9.0より）
- 全長：約1900センチメートル[34]

新たに発見された狩猟地「高地」にて存在が確認された飛竜。頭部と一体化したような尖った角が特徴。リーゼント状の角と表現されることが多い。身体のうち、腹側は肌色の皮、脚や背中側は暗い青色の甲殻で覆われている。
グレンゼブル自身は凶暴かつ肉食性である。しかし、独特な縄張り意識を持っており、臆病な草食獣は一切捕食することがないため、完全に共存している。これはグレンゼブルが「逃げる獲物」は追わず、威嚇をものともしない獰猛な獲物にのみ襲い掛かるという習性を持っているためとされる。この非常に攻撃的で野蛮な性格が、グレンゼブルが別名「蛮竜」と呼ばれる所以である。グレンゼブルは鈍重な物理攻撃や水ブレスなどで攻撃を行う。また、グレンゼブルが身体に纏う棘には避雷針のように雷を引き寄せる特性がある。蛮竜の棲息地である高地では天候の変化が激しく、突然雷雨が降り出すことがある。それは水を用いた攻撃や避雷針の如き棘を駆使するグレンゼブルにとっては天の恵みに等しい。天候が雷雨に変化すると、グレンゼブルは荒天に乗じて獲物にトドメを刺そうと凶暴性を剥き出しにして襲い掛かる。ゲーム中では、グレンゼブルが怒り状態となったときに天候が雷雨に変化するという仕様でこの設定が表現されている。怒り状態のグレンゼブルの攻撃力は通常時の倍以上に上昇している。なお、下位クエストでは最後まで怒り状態になることはない。実装当時、本来的にはグレンゼブルはHR71とHR100の2つのクエストであったが、シーズン9.0アップデートはXbox 360版MHFがサービスインして間もなかった頃であったため、お試し用として特別にHR22が難易度の低い仕様で用意された。
動きはグラビモスなどのように遅い部類で、攻撃方法は全体的に巨体を駆使したパワー型である。角を突き立ててから地を抉るように薙ぎ払ったり、角を向けて身体ごと敵に飛び込む攻撃、さらにはハンターを大きく吹き飛ばす程の強風を放つバックジャンプといった荒々しい攻撃が目立つ。無理な扱いをしても角には傷一つ付く気配はない。落とし穴に落ちたときの反応が他のモンスターと異なっており、角や翼を激しく振り回して抵抗するためにハンターは正面から近づくことができない。体内には水の成分を生成する器官を有しており、水のブレスとして直線状や榴弾状に吐き出して攻撃する。ガノトトスなどの水ブレスとは異なり、グレンゼブルが吐くものは大質量の水の塊となっているのが特徴。榴弾型の水ブレスは荒天の際に強化され、着弾するとさらに小さな水球へ無数に分散し、もう一度放物線を描いてから降り注ぐ。上空からのボディプレス攻撃も、荒天時は周囲に水流が広がるようになっている。なお、グレンゼブルは麻痺状態になると、復帰後に今度は麻痺ガスを周囲に放出して反撃するという特徴も持つ。
剛種クエストのグレンゼブルは直線状の水ブレスを横になぎ払うようになっている。また、1回転しながら無数の棘を飛ばして地面に突き刺し、避雷針の如く雷を落とす攻撃も使う。特異個体は角が巨大な槍のように発達しており、この角を勢いよく突き立てて岩盤を粉砕する攻撃などを行う。剛種クエストの特異個体は基本的な行動パターンは上位までと同じであるが、戦闘中に特定の動作を行って全身から湯気のようなものを噴出させる「激昂状態」へ移行する場合がある。激昂状態では行動速度が大幅に上昇し、さらに各種攻撃技を繰り出す際に周囲へ水が弾け飛ぶことで攻撃範囲がより広くなっている。G級クエストでは角を連続で突き立ててから穿ち振り上げる攻撃の際に岩を複数飛ばすようになった。上から降ってくる岩石は高威力でガードができず、食らうとハンターは気絶してしまう。
グレンゼブルの素材から作られた武器は剛種までは「怒髪」、G級は「蛮殻」の名を冠し、水属性を持つ。また防具はグレンゼブルを模したデザインとなっており、チェーンや棘、リーゼント状の角など、外見的には一昔前の不良少年のように見える。G級の胴防具には汎用的で有用性の高いスキルが複数付与されており、MHF-GGにて実装されたハンターナビではG級グレンゼブルを指定する題もある。
「一撃が重い筋肉質なモンスター」「天候変化と連動する」「地形を破壊する行動がある」などのコンセプトから、インパクトを出すためにリーゼント（角）をつけたと語られている。また、凶暴な印象ばかりが目立つものの、クエスト開始後にグレンゼブルが初期エリアへ出現するとき、低確率ではあるが上空からの着地を誤って転倒してしまうことがある。

### オディバトラス
- 別称：弩岩竜（どがんりゅう）
- 登場作品：MHF（フォワード.5より）
- テーマ曲：暴砂の巨城

砂漠で発見された、アカムトルムやウカムルバスと酷似した骨格を持つ巨大竜。これらと同様に、前肢は翼を持たず歩脚として発達している。その昔、該当の砂漠の地域には「紅の砂山」が存在するという言い伝えがあった。しかし、近年になってからその実体はこのオディバトラスであるということが判明したという設定がある。オディバトラスは砂漠の岩山と見紛うほどの巨体を誇るモンスターであるが、その巨躯を砂中に隠した状態で移動し、神出鬼没である。このことから「砂上の楼閣」と比喩されている。なお、現実で用いられる本来の「砂上の楼閣」の意味は、砂上に建てられた楼閣は基礎が弱いためにすぐ倒れてしまうというところから「長続きしない、または実現不可能な物事」を例える語である。
全身が緋色の甲殻に包まれており、特に背中側の甲殻の発達が著しく亀のような巨大な甲羅となっている。口には大きな歯もあるが、全て臼歯のような形状となっている。巨躯を覆う甲羅や、その各所に生えた白い角状の突起は音を感知する器官である。下顎には砂塵を吸引する格子状の突起がある。甲羅の前面には穴が開いており、吸引した砂塵を圧縮した砲弾状のような塊をここから大砲の如く発射する。本気を出した際には、甲羅が上へとせり上がって副砲ともいえる小さな発射口が無数に開き、弾幕のごとく砂の砲弾を放つ。オディバトラスは砂漠の地の利を生かし、砂を巧みに使った攻撃を得意としている。
巨躯に違わず食欲が旺盛であり、必要な食糧を確保するために、獲物の周囲にある岩や建造物ですら見境なく捕食し尽くし、時には生態系の破壊を招くこともある。ゲーム中のオディバトラスが出現するクエストでは、フィールド上のモンスターは弩岩竜以外が全て姿を消す。オディバトラスが出現すると、周辺の街などへ砂塵による被害が発生することがある。また、砂漠（MH2からMHP2G、MHFまでに登場したセクメーア砂漠）がゲーム内で見られるような荒廃した環境になっているのは、過去にオディバトラスが出現したためであるという設定もある。
クエスト開始後はまだ直接姿を現わしておらず、初期位置となるエリアには凄まじい砂嵐が吹き荒れている。ハンターが中心に接近すると、弩岩竜が砂山を打ち破って出現するという演出がされる。戦闘時はアカムトルムやウカムルバスと同じような肉弾戦や突進を行うが、前述したように砂の効果でほとんどの行動の攻撃範囲が極めて広いものとなっている。たとえば前脚で地面を抉るとハンターの全身を呑みこむほどの砂の津波が発生したり、左右への殴打攻撃では尻尾や前脚から広範囲に砂塵が飛び散る。独特な行動としては、ハンターの身動きを止めて拘束する「砂拘束」という状態異常を使用することが挙げられる。ハンターが砂拘束の状態に陥ると砂山の頂上に閉じ込められ、抵抗が足りないと地面に埋まってしまう「落とし穴」の状態異常へ変化する。遠距離戦では無数の砲門を備えた甲殻を用い、迫撃弾のように砂弾を発射したり、甲羅前部にある最大の砲門から非常に高威力の砂岩弾を撃ちだすほか、巨大な砂ブレスでほぼ全方向を薙ぎ払うなどの攻撃を行う。また、怒り状態となったオディバトラスは身体がやや黒ずみ、さらにエリアに砂嵐が発生する。怒った際に繰り出すバインドボイスは地面を大爆破する効果があり、ハンターの防御力が十分であっても一撃で力尽きてしまうほど威力が高い。
オディバトラスはHR100の剛種クエストから受注することが可能なモンスターであるが、剛種クエストでは必ず「撃退」となってしまい、完全に討伐することはできない。HR300から入手が可能な秘伝書のスキルランクが100以上で受注できるハードコア剛種クエストでは、オディバトラスの討伐が可能である。ハードコア剛種クエストにおいては、凄まじい規模の砂ブレスを吐き、その後大爆発を発生させる攻撃など、新たな行動が複数追加されている。覇種クエストのオディバトラスは、巨大な砂岩弾を全6発上空に打ち上げて周囲を吹き飛ばした後、砂ブレスで全方向を薙ぎ払う攻撃を繰り出すようになっている。覇種クエストのなかでもオディバトラスは比較的挑みやすい難易度のバランスで設定されている。
オディバトラスの素材で作られた武器は何らかの属性を持たないが、最高峰の攻撃力と斬れ味に高い会心率を併せ持つなど同ランク帯では極めて強力な武器となっている。また、オディバトラス素材の武器の場合は、武器の名前のうち【】のなかに記載された部分の読み方が非常に特徴的なものとなっている。例としていくつか挙げると、「弩岩獄笛【激楽打】」は【ゲキガクダ】などではなく【ハゲシクタノシクウテ】、「弩岩剣【可斬】」は【スゴクキレル】、「弩岩獄重弩【狙熱射】」は【ネライアツクウテ】、「弩岩獄銃槍【突放撃】」は【ツキハナチウテ】、「弩岩槌【小砕】」は【アラククダク】、「弩岩獄槍【兎突】」は【トニカクツケ】、「弩岩獄大剣【真何断】」は【シン ナンデモタツ】などがあるが、これらは一部であり読みが正式に公開されていない武器は多数に及ぶ。防具は要塞のごとき弩岩竜を体現するかのような装甲然といったデザインで、攻撃系と保護系をバランスよく両立している攻防一体の防具スキルが特徴。
フォワード.5アップデートで実装された時点で、オディバトラスのクエストは剛種クエスト、ハードコア剛種クエスト、SR300からの覇種クエストの3種類となっており、それまでの下位・上位・剛種クエストで新モンスターを実装する（上位からのみの場合もある）というパターンに該当しないものであった。これは「MHF」としての最後のアップデートに登場するオディバトラスにはラスボスのようなインパクトや難易度を設定したいという意図のほかに、下位や上位のモンスターはそれまでのアップデートで既に充実しているという観点から、弩岩竜がHR100以上のプレイヤー向けのモンスターとして実装された経緯があるためである。また、オディバトラスのデザインについては、フォワード.5の次に控えるMHF-Gでは10体もの新モンスター追加が予定されていたが、それらとの差別化のために決定まで時間と手間がかかったということが語られている。

### ヒュジキキ
- 別称：針纏竜（しんてんりゅう）
- 登場作品：MHF-G（G1より）

高地で新たに発見された、ナルガクルガやティガレックスと同じ陸生適応型の飛竜。黄色い体毛で覆われた身体に、全身から突き出す鋭利な刃になっている黒い鰭のような針が特徴で、特に尻尾の先端から生えたものは槍のように太く巨大になっている。本来の耳とは別だが、頭部からは大きな棘が耳を思わせるように2本立っている。
全身に備わる針は実際に身体から生えてきた棘などではなく、体内から分泌される油脂を硬化させることで形成している。針はギザギザとした鋸のような状態で、敵の皮膚を切り裂くのに適している。大量に生えた針は自由に飛ばすことが可能で、飛び道具として用いるほかにも地面へまきびしのようにばら撒き、設置系のトラップとして用いる。狙った獲物を逃がさぬよう、この針を使って標的の退路を封鎖し、確実に仕留めるという堅実な狩りの方法である。これはヒュジキキがその体躯を維持するために多くの食料を必要としているためである。また、ヒュジキキは群れを作らずに広範囲にわたって単独で行動する習性を持つ。それは外敵に襲われる頻度が高いということにもつながっている。作中の説では、全身の針は本来は身を守るためのものであるともされている。攻撃的な印象が強い鋭い爪なども、同じように外敵に対する防衛のための進化と考えられている。後述するように、ヒュジキキは体力が減少するとより狂暴な性格へ変化する。ヒュジキキから素材としても剥ぎ取れる毒や麻痺、睡眠の体内器官（袋）は、ヒュジキキが狂暴化した状態で役割を果たす。
ゲーム中ではベリオロスのように身軽な動きで、素早い動作の攻撃を主に用いる。一部の攻撃技を繰り出した際、遠距離攻撃として針を射出、あるいは直接地面に針を突き刺すなどし、放たれた針は一定時間地面に残留して罠となる。ハンターが針を踏むとダメージとともに怯んでしまう。戦闘中は極力針を踏まないようにする立ち回りを要する。竜巻を生み出すブレスを最大3連続で吐くこともある。ヒュジキキはこの竜巻に対して針を飛ばし、竜巻を中心として針を大量に飛散させるというトリッキーな攻撃を行う。ヘビの蜷局のように体をまるめて防御態勢をとることもある。防御態勢に入ったヒュジキキは肉質が堅くなっており、さらにハンターが攻撃を加えるとその体勢を維持したまま針を飛ばして反撃をする。ヒュジキキの体力が大幅に減ると、高地では荒天となり、ヒュジキキが蒼い光を放って「激昂状態」へと移行する。激昂状態となったヒュジキキは巨大な竜巻を起こしたのち、尻尾に小規模の竜巻状の旋風を纏う。旋風を纏った尻尾は攻撃範囲が広く、ハンターを上空へ舞い上げる効果が付与されている。また、棘を雨のように降りそそがせる攻撃や、針飛ばしから続けて尻尾の竜巻を放出するといった新たな行動が追加されるだけでなく、針が毒・麻痺・睡眠のいずれかの状態異常を確定で引き起こすようになる。攻撃として飛ばした針、まきびしのように設置された針の両方が状態異常を発生させる。ゲーム中では激昂状態は時間経過で解除されることはない。
ヒュジキキ素材の武器には何らかの属性が付加することはないが、高い攻撃力と近接武器は最高峰の斬れ味を持つ。針纏竜由来の防具を装備すると、剣士はモンスターの技をガードした際に攻撃を周囲に跳ね返すという特殊なスキル、ガンナーはライトボウガンの速射機能を強化するスキルが得られる。
ヒュジキキはハリネズミをモチーフとしている。全身の針は本来身を守るためのものであるという設定もハリネズミと共通する。

### アノルパティス
- 別称：暴鋸竜（ぼうきょりゅう）[89]
- 登場作品：MHF-G（G2より）

極海という過酷な環境下で生き残るために独自の進化を遂げた飛竜種モンスター。地上と空だけでなく、氷の中を自由に移動することもできるなど、陸海空を自在に駆ける"極海の帝王"と称される。氷の地の景観に適して全身が海と同色の群青色で、翼膜には燃え盛る炎のような模様がある。ノコギリザメやノコギリエイのように頭部から鋸状の部位が生えているのが外見的な特徴。背中には背びれをもち、尻尾にいたってはまさしく魚の尾びれの形状であるなど、一見すると魚竜種モンスターにも見えるが、あくまでも飛竜種である。
頭部に生える長大な部位は、厳密には角ではなく鼻が進化したものである。鋸状の鼻は左右にギザギザの刃を幾つも備えており、形は両刃鋸に近い。獲物を発見すると上空から急降下し、鋸状の鼻を銛のように扱って獲物を串刺しにする。食性は動物食であり、極寒の極海で体温を維持するために大量の餌を必要としている。そのため、自分以外の動物はすべて捕食対象とみなしている。この荒々しい生態とその姿から別名「暴鋸竜」と名付けられている。アノルパティスは海中を泳ぐよりも氷塊を削って突き進むことに特化した身体を持ち、氷雪の中を高速で泳ぐことができる。大型の獲物を狙う場合は、鮫のような背びれだけを氷上に出して高速の体当たりを行うとされる。体当たりを受けた者は打撲と裂傷の両方の傷を負う。背びれの表面は鑢のような質感になっているため、アノルパティスが狩りを行った場所には無数の傷が残るという設定である。全身の甲殻は非常に堅く、表面は鋸の刃のようにギザギザとした形状になっている。これには氷雪の中を自在に移動するためだけでなく、外敵から身を守るという意味合いもある。腹側は甲殻に覆われておらず、蒼い甲殻に対してこの部分は白色である。身体の熱を逃がさないように、腹部は分厚い皮下脂肪で覆われている。ハンターの武器のうち切断や打撃では、甲殻が無いこの腹部がアノルパティスの弱点となる。また、体内の蒸気を外に放ち、極海の外気で凍らせて作り出したつららを降りそそがせることがある。ハンターがこのつららにあたると気絶状態に陥る。アノルパティスは怒り状態になると全身から蒸気を噴出させる。
ゲーム中の動きでは、多数のオリジナル行動のほかにもMH3以降の作品のリオレウスやリオレイア、ディアブロスの挙動も取り入れられている。ブレスは氷属性で、着弾すると周囲に爆風を発するとともに複数の間欠泉を誘発する効果がある。溜めながら後ずさりした場合はこのブレスを同時に3発吐く。リオレイアのようなサマーソルトで尻尾を打ち付ける攻撃は、正面につららが降る以外にもハンターを雪だるま状態にする。地上では鋸状の鼻を勢いよく振り回したり、広範囲に及ぶダメージ判定が付加されたバインドボイスなどを繰り出す。鋸を地面に突き刺してから一回転した際は地面に大穴が開いて巨大な水柱が発生し、その中からアノルパティスが滑空でハンターに突っ込む攻撃を行う。外から間欠泉の内部は見えないため、視界を悪くする効果もある。空中では単純な滑空攻撃だけでなく、V字を描くように繰り出すトリッキーな滑空や、ブレスを何度も吐きつけながら低空を進むこともある。蒸気を発しつつ空中を激しく舞ったときは特大のブレスを地上に放ち、つららが広範囲に長時間降り続ける。地中に潜った場合は先述のヒレを使った突進から続けて氷中から飛び出し鋸で周囲を薙ぎ払う、ドルフィンジャンプのような動きで地表のハンターを襲う、地中から急襲するなどの行動をとる。また、アノルパティス特有の行動としては空中から地中へ潜る、あるいは地中から空へ直接飛び上がるといったパターンが挙げられる。地中からの急襲と同時に上空へ飛び上がってブレスを吐いたり、空からハンターに向かって突撃しつつ地中へ消えるなどの攻撃がある。
さらにアノルパティスは体力が大幅に減ると、爆発音とともに赤黒い電撃を発する「龍属性解放」を行い、"覚醒状態"と呼ばれる段階へ移行する。これ以降はアノルパティスが黒い電撃を纏い、各種攻撃行動に龍属性の効果が付与され、氷と龍の二つの属性となる。覚醒状態ではサマーソルト攻撃を連続で繰り出すなど、一部の行動も変化する。
アノルパティスの素材から作られた武器は全て水属性となっており、近接武器の最大の斬れ味は空色に設定されている。暴鋸竜素材の防具はモンスターによる咆哮や風圧、震動の3つを同時に無効化するスキル「豪放（三界の護り）」が特徴である。
アノルパティスには地上・空中・地中の3層を縦横無尽に大暴れするモンスターという開発コンセプトがある。また、MHF-G1時点でG級モンスターの頂点に位置づけられるモンスターであった。その反面、ファミ通調査では苦手なモンスターにアノルパティスを挙げたプレイヤーは回答者総数の4分の1を占めているとされる。アノルパティスのAI調整については、G1に実装を想定していた新モンスターが10体と多く、1体あたりのデバッグやテストプレイが十分ではなかったと明言しており、今後も引き続き調整を行っていくとしている。また、攻撃面が激しい一方で、アノルパティスは弱点の肉質がかなり軟らかかったり属性が通りやすいなど、防御面はやや低く設定されているということも語られている。

### ゼルレウス
- 別称：輝界竜（きかいりゅう）
- 登場作品：MHF-G（G3より）
- テーマ曲：光差す祭壇、白き翼の絶対者[100]

いにしえより「古塔に光が射し込めたときにのみ現れる」と言い伝えられてきた伝説の飛竜で、"白き蒼空の王"とも呼ばれる新種のリオレウス。PlayStation 3版およびWii U版MHF-Gの最初のパッケージイラストに採用されている。
全身が白く、甲殻の隙間からは蒼光が漏れ出している。棘や翼爪などは蒼く発光し、純白の翼にはハニカム構造のような特徴的模様が刻まれていることなどが特徴。漆黒の雌火竜のような姿を持つ飛竜「UNKNOWN」とは相反する存在であり、通常であれば両者が同時に出現することはないとされる。地方によって言い伝えが大きく異なるモンスターでもあり、ある地方では「白き飛竜に出会いし者は大願が成就する」とされ、神聖な生き物として祀られているのに対し、別の地方では「白き飛竜に出会いし者には災いが訪れる」とされ、不吉な生き物として人々に恐れられている。リオレウスのような炎の火球ではなく、蒼白色の"光"を放出して攻撃を行う。口からはビーム状に収束させた光を吐き、翼爪からは光弾、さらに尻尾からも無数の光弾やレーザーを放つ。光は切断された尻尾の断面からでも放つことが可能。外見自体はリオレウスに似ているものの、動きは全く異なる。
また、ゼルレウスは様々な形姿を持ち、それが最大の特徴とされる。「対峙する者の心を写しだす」という伝承の通り、実際の戦闘ではハンターから受ける攻撃の種類をもとに決定しており、切断系統や打撃系統、弾系統など各種攻撃系統の武器種に対して常に有利になるように姿を変える。ゼルレウスはハンターから切断系統のダメージを受け続けると、脚に刃を5本生やし、尻尾を肥大化させた形態へ移行する。このとき、脚や尻尾への切断系統攻撃はほとんど通用しなくなる。空中からホバリングキックを繰り出すとともに尻尾から光線を放って地面を炸裂させたり、一回転した直後に光の刃で周囲を一閃するなど、近距離で戦うハンターを翻弄する技が多い。打撃系統のダメージを多く受けた場合は、角を巨大化させた形態へ移行。頭部への打撃攻撃は軽減されてしまう。頭に光を纏ってブレスによるカウンター攻撃を狙ったり、地へ角を突き刺してから穿つ勢いで光の大爆発を放つ攻撃など、正面への攻撃が多い。弾や矢による集中攻撃を受けると翼爪を巨大化させた形態へ移行、翼が射撃に対して高い防御力を得る。宙返り後に翼爪から光弾を放って狙撃を行ったり、空中に造りだした結晶を砕いて光弾の雨を降らす攻撃など、遠距離の敵に対する技を得意とする。
G級では烈種クエストの一番手として登場。ステータスや烈種限定のいくつかの技以外にも、剛種クエストのゼルレウスと比べて形態を変化させるタイミングが非常に早く、戦闘中に何度も切り替える性質を持つ。烈種ではとくにプレイヤー同士の連携が重要である。参加プレイヤーの全員が同系統武器であったり一人で挑む場合などは、ゼルレウスは最後までその系統に対して特化した状態になる。なお、ゼルレウスと戦闘する塔の頂上は伝承の設定を再現し、空から射し込む光で包まれた特殊な背景となっている。
ゼルレウスの素材からつくられる武器は全て、火属性と雷属性を複合した「光属性」を発揮する。防具はアルテラシリーズと呼ばれ、武器種にかかわらず攻撃した部位に対して最も高いダメージを与えられる攻撃系統を必ず適用するスキル「適応撃」が発動する。
ゼルレウスは光をイメージして開発されている。また、新しいプラットフォームでのサービスインなどの新要素にあわせ、モンスターハンターシリーズにおける象徴的なモンスター「リオレウス」を原型に採用したと語られている。前述の通り行動面はリオレウスと全く異なり、当時ディレクターの木本龍巳は「メカレウス」だとも表現している。PS Vita版MHF-Gのクローズドベータテストにおける統計ではクエスト失敗率第2位となっている。

### メラギナス
- 別称：黒穿竜（こくせんりゅう）
- 登場作品：MHF-G（G3.2より）
- テーマ曲：絶望の闇に咲く鮮烈なる火花、光捨てし荊の王[107]

化石という形でしかその存在が認められなかったため、遥か過去に絶滅したと考えられていた古の飛竜種。現代になり、潮島の洞窟を調査していたハンターズギルド団員によって子孫が確認された。同じ飛竜種に属する棘竜エスピナスと形姿で類似点を指摘できるが、メラギナスは漆黒の甲殻に金色の棘が生えた絢爛な甲冑の如き外殻に覆われ、鼻先から生えるドリル状の大角と、削岩機のような巨大な尻尾が特徴。太古から光の届かない暗所で生息していたことで視力が退化し、代わりに発達した大きな耳による非常に優秀な聴覚を持つ。目が見えないために獲物の場所を音で確認しており、ハンターが忍び足（しゃがんでの前進など）などで接近すると気付かれないが、走ったりアイテムを使用するなど何かしらの音を立てると即座に位置を認識されてしまう。ハンターの気配を察知すると大きく発達した耳を活用して周囲の状況を把握しようとする。一度決めた相手を執拗に狙い続ける獰猛な性格の持ち主で、狙われた者はターゲットが変更されるまでメラギナスの猛攻から逃げ続けなければならない。メラギナスが背筋を伸ばして周囲の音を探る行動をとったのち、攻撃対象として確定したハンターにはその瞬間に白い振動のようなエフェクトが表示される。また、身体の各所には噴射構のような器官を備えており、特に尻尾の先端は筒状のロケットエンジンのような推進機構で形成されている。移動や攻撃の際に属性エネルギーを噴かせることで爆発的な瞬発力や移動速度を獲得、そのまま猛烈なスピードで戦闘を行う。エスピナスのような突進や翼撃も行うが独自の動きが多くあり、角や尻尾で地面を穿つような技を得意とする。さらに角や尻尾から龍の威力を秘めた黄金の龍雷を放出することで周囲の敵をまとめて攻撃するほか、龍雷を帯びた低温の球状ブレスやビーム状ブレスを吐くこともある。
G級の烈種クエストのメラギナスは龍雷を帯びた竜巻を発生させることがあるほか、軸合わせ用の行動を行わずに攻撃をしながらハンターに向き直るため、矢継ぎ早に攻撃技を連発してくるようになっている。その代わり、烈種クエストに限って戦闘中に洞窟の上部からモンスターの骨が降ってくる場合があり、その内部はメラギナスの攻撃を一切受けることがない安全地帯である。骨はモンスター・ハンター問わず一定回数の攻撃を受けると崩壊する。また、メラギナスの標的となったハンターのみ、BGMが専用のものに変化する。剛種クエストでは「絶望の闇に咲く鮮烈なる火花」のみ流れる。
メラギナスの素材で生産される武器は氷と龍の複属性「闇属性」を発揮する。烈種ランク以上のメラギナス武器は装備するだけで、モンスターの弱点への攻撃の威力が増す「弱点特効」のスキルが発動する。なお「闇属性」というネーミングに対して木本龍巳ディレクター（当時）は「かなり中二くさい名前の属性が…」と評している。また、黒穿竜素材の防具にはモンスターから一定時間執拗に狙われ続けるという危険と引き換えに、その間受けるダメージが減少するという癖のあるスキルが付与されている。これはメラギナスの特徴でもある標的を集中攻撃するという生態を受け側の視点からイメージしている。防具デザインは「モンスターハンターらしさ」に「アクの強さ」を掛け合わせて作られている。
輝界竜ゼルレウスが光芒射す塔の頂上に出現、白い甲殻を持ち、火と雷を混ぜた「光属性」と呼ばれる複属性を操るのに対し、メラギナスは光が届かない洞窟の最深部に生息し、黒や金の外殻に覆われ、氷と龍の力を複合した「闇属性」という複属性を司るなど、多くの点で対を成している。第1の烈種系統モンスターであるゼルレウスに次ぐ第2として実装されたメラギナスは、「ゼルレウスが白ならメラギナスは黒」と、"黒いエスピナス"をコンセプトに開発されたことが明かされている。

### ディオレックス
- 別称：雷轟竜（らいごうりゅう）
- 登場作品：MHF-G（GGより）
- テーマ曲：群青鎧の轟き

樹海頂部に生息する、ティガレックスに酷似した風貌と骨格を持つ飛竜種属のモンスター。通常のティガレックスが橙や青の縞模様を持つのに対し、ディオレックスは全身が蒼や濃紺色の鉱石に覆われているほか、先端が棘のように大きく鋭く発達した翼を持つ。「発電板」と呼ばれる発電器官を体内に保有しており、発電能力を持つ。雷轟竜から発せられる電気が生み出す電磁力は周囲の地形を変形させてしまうほどに強い。とくに頭や両腕、両脚、尻尾の発電器官は強力であり、電気を増幅させて推進力に変えることも可能。ディオレックスは体内で生み出した電気を捕食や防御に活用している。性格は極めて狂暴で、外敵を発見すると周辺一帯を焦土と化すまで暴れ尽くすとされる。
ディオレックス本体と言える灰色の鱗や甲殻は実は軟らかく、全身が脆い。その弱点を補うために、電力を応用して発生させた磁力を用いて有磁性の鉱石を引き寄せ、身に纏うことで鎧の代わりにしている。外殻が真っ蒼に見えるのは纏った鉱石が高電圧で変色したためという設定である。鉱石で構成される鎧の外殻は「アーマー」と呼ばれる。破格の堅さを誇るアーマーは紫色の斬れ味ゲージを持った武器でさえ跳ね返されてしまう上に、龍を除いた火・水・雷といった属性は効かないどころか"吸収"されてしまい、物理ダメージまで減少させてしまう。ディオレックスのアーマーに攻撃を弾かれないためには弾かれを無効にするスキルや紫の上位である空色の斬れ味などを要する。アーマーは破壊することも可能だが、しばらくすればまた纏いなおしてしまう。アーマーを再び纏う際に発するドーム状の大放電攻撃は非常に威力が高く、該当ランクの防具では一撃で力尽きてしまうことも多い。この放電をクエスト開始直後に繰り出すのに加え、ハンターの初期位置がディオレックスの目の前に設定されているため、何も知らずすぐに近づくと戦闘が始まった途端に力尽きてしまうようなこともある。
ディオレックスはティガレックスをベースにして作られているが、同様の動きをする攻撃技はほとんどない（怒り移行時の咆哮が同じである程度）。帯電させ電磁推進によって加速させた岩を飛ばしたり、あるいは脚に蓄積させた電力を解放して自ら電磁推進を応用した高速の突進攻撃を仕掛けることもある。電磁力で地形を変形させて作り出した岩壁から三角飛び蹴りのような要領で強襲を仕掛けるというトリッキーな攻撃も繰り出す。また、ディオレックスが纏うアーマーは前述したように高い防御力を持つが、身体のいずれかの部位がオレンジ色に発光する場合があり、この発光した部位のみ一時的に肉質が軟らかくなっている。そのほか、攻撃行動の直前には攻撃で使おうとする部位が蒼く発光する。蒼く発光した部位に攻撃を加えると発光が止まり、発光している全ての部位に同じことを行うと特殊な怯みを引き起こすことが可能になっている。
G級の烈種クエストに登場するディオレックスは、電力を頭部に集中させて生み出した高威力の蒼白い光線ブレスで扇状に270度ほど薙ぎ払ったり、電磁力で岩塊を空中に浮遊させてからその上を飛び移ることで崩れた岩による落石攻撃を繰り出すことがある。
ディオレックスの素材で生産された武器は雷属性を持ち、烈種ランク以上の武器を装備すると一定以上の体力から一撃で力尽きることを防ぐ効果などを内包した「逆鱗」のスキルが無条件に発動する。ディオレックス素材の防具は蒼いアーマーの外見を反映したデザインで、受ける全てのダメージが増加するというペナルティと引き換えに一度だけほぼあらゆる攻撃を防ぐ効果に護られる「絶対防御態勢」のスキルが発動する。防御は効果を発揮すると消失するが定められた準備時間が経過すると自動で復活する。
PlayStation Vita版MHF-Gのクローズドベータテストにおける統計では、剛種クエストのディオレックスがクエスト失敗率第1位と発表されている。また、胴体以外の全身が部位破壊できる面白さという点がユーザーに好評とされている。ディオレックス開発のコンセプトは「同じMHF-GG（ダブルジー）で実装された新武器種"穿龍棍"を楽しむ」となっている。堅い部位にリーチ短で特攻したり大技の龍気穿撃を駆使してアーマーを破壊し、弱点を露わにさせるという流れを想定している。ディオレックスが穿龍棍向けのモンスターとして開発された一方で、逆のコンセプトである全武器種向けの特徴を持つモンスターに同GG実装の鳥種種「華鳳鳥フォロクルル」が据えられている。

### ポボルバルム
- 別称：創音竜（そうおんりゅう）
- 登場作品：MHF-G（G6より）

高地で存在を確認された飛竜種モンスター。非常に巨大な体躯に恵まれ、同じ飛竜種に属する覇竜アカムトルムや弩岩竜オディバトラスなどに匹敵する。食性は雑食で、口に入るものはどんなものでも食す。高地に生息する蛮竜グレンゼブルや針纏竜ヒュジキキと縄張り争いを繰り広げているとされる。設定上の性格は温厚な部類であり、彼らの先祖はかつて空を飛んでいたものの、他の飛竜との生存競争に劣ったことで捕食され続け、絶滅寸前まで追い込まれてしまった。そんな中、怪我などで飛行できなくなった個体たちが地上で生活し始めたことで新たな適応進化を遂げて生き残ることとなり、作中で見られるような生態に繋がっている。飛竜種に分類されはするが、その姿はこれまでに登場した飛竜と大きく異なっている。胴体は非常に巨大で、特に口のなかには大きくおびただしい数の歯が並んでいる。腹部の模様もクジラのようなウネ状であり、現実のヒゲクジラに翼や脚が生えたような姿をしている。上顎の上部には空気を出すための複数の穴が開いており、翼は弾くときれいな音が鳴る細かい筋で形成され、尻尾には大きな貝のような生物が寄生しているが、貝殻の中身はほとんどが空洞である。
「創音竜」の名の通り、頭・翼・尻尾が音を出すための器官になっているのもポボルバルムの特徴である。上顎は息をするたびアコーディオンのように伸縮して穴から空気を出すというアコーディオン状、翼膜の筋は振動させたり開閉させたりすることで音を鳴らす弦楽器、尻尾は中が空洞の貝殻が打楽器と同様の役割を果たす。このようにポボルバルムの全身に「楽器」が備わっているのであり、戦闘時にはこれらを鳴らすことによってハンターの扱う「狩猟笛」のような効果を自身にもたらす。戦闘になると身体に備わる各種発音器官を駆使して"演奏"を行う。管楽器状の頭部で演奏を行うと「攻撃力の上昇」、弦楽器状の翼部で演奏を行うと「防御力の上昇」、打楽器状の尻尾で演奏を行うと「体力の回復」となる。攻撃力が上昇すると技一つ一つが大ダメージに繋がり、防御力や体力回復は戦いの長期化をもたらす。演奏したい部位がもし部位破壊されていた場合、その直前に「部位を修復する回復演奏」を行って部位破壊前の状態に修復、そのまま本来の演奏へと移行する。演奏の準備動作の際に準備中の部位へ一定以上のダメージを与えると演奏を妨害することができるほか、次に演奏する部位には予兆のエフェクトがかかる。一度でも部位破壊を行っていれば修復されても部位破壊の報酬は得られる。なお、これらの演奏は周囲のハンターにも直接恩恵を与える。例として回復演奏の場合、ハンター側は「代謝能力があがった」と表示され、体力の回復とともに体力ゲージの赤ゲージ以降も回復し続ける効果が付与される。G級ではこれら3種類の演奏を同時に行うこともある。
演奏のほかにも、ポボルバルムのバインドボイス（咆哮）には特殊な効果があり、音圧ごと直撃してしまうとハンターが「混乱やられ（音やられ）」になってしまう。この状態異常に陥るとハンターがなぜかその場で爆笑する、踊るなど気絶と同様に一定時間行動ができなくなる。トリッキーな攻撃も持ち、振動させた翼から衝撃波のようなエフェクトを飛ばす、地中からクジラの大ジャンプのような動きで強襲を仕掛ける、後ろ向きに突進を行うなどの攻撃も繰り出す。
ポボルバルムの素材から作られる武具にも「音楽」の意匠がふんだんに取り入れられている。たとえば大剣はピアノの鍵盤、双剣は鉄琴、弓は太鼓など。音に関わる武器に付与される属性『奏属性』も備わっており、奏は水属性と氷属性を同時に発揮する複属性である。防具は鼓笛隊やマーチングバンドをモチーフとしてデザインされており、パーツの細かい部分に金色の装飾を加えることで豪華な外見にしている。インタビューでは防具デザインの前評判は良好であるとしている。
モンスターハンターフロンティアには見た目の格好良さを重視してデザインされたモンスターや、動きが機敏なモンスターが多くいるなかで、ポボルバルムは趣を変えてサイズが大きくコミカルなモンスターというコンセプトで実装された。身体に楽器が備わっているという特徴も、「狩猟笛でハンターが強化されるなら、モンスターがモンスターを強化してもいい」という企画のもと、ポボルバルムのコミカルな個性を伸ばす方向で考案されたものである。

### ヴァルサブロス
- 別称：炎角竜（えんかくりゅう）
- 登場作品：MHF-G（G6.1より）

火山帯に生息する、ディアブロスに酷似した外見をした飛竜。全身が刺々しい赤黒い甲殻に覆われているのがディアブロスとの相違点である。ディアブロスと同じくサボテンを主食とする草食性の竜で、そのディアブロスと同じく祖先は砂漠地帯に生息していたが、大規模な干ばつに見舞われて根城していたオアシスが消滅してしまったことで他の地域へと移住を試み、過酷な環境ながらも好物のサボテンが生息していた火山帯を選んでそこに定住、灼熱の環境に適応した進化を遂げて現在の姿になったとされる。ゲーム内でヴァルサブロスに邂逅すると、モンスターはハンターではなくすぐそばに生えている「灼熱サボテン」を食べようとし、サボテンが何らかの原因で消失するまではハンター自身を直接狙うことはない。ヴァルサブロスがサボテンの摂取に成功すると、フィールドの半域以上を焼き尽くす波状火炎放射を放ち、角や翼が青紫色に輝く。サボテンを摂取して活動が活発になった炎角竜は突進から予備動作を挟まずにすぐ次の攻撃に移ったり、角を地面へ勢いよく三連続で叩き付けるなど強力な攻撃を多く繰り出すほか、地中に衝撃を与えて噴火をおこしたり尻尾から炎をまき散らしつつ走り回ったりなど、火を用いた行動も多くなる。この状態では防御力も高く、麻痺などの状態異常も効果が薄いのでなかなか有効打を与えることができない。一方で、サボテンを食すのをハンター側から妨害することもできる。ヴァルサブロスの大好物は地面に生えている状態ならばそのまま採取が可能で、運搬物アイテムとして扱い持ち運べる。ただし、大きいうえに重たく、棘があるため持ち運んでいるとその間は常にダメージを受けてしまうのに加え、サボテンを持っている限り常にヴァルサブロスのターゲットとなる。単に突進で狙ってくるだけでなく、周囲に「落とし穴」を作ってハンターをはめようとしたり、爆発性の果実をばら撒いたりなど妨害行動も多岐にわたる。一人で灼熱サボテンを守りきるのは極めて困難に近いが、灼熱サボテンはハンターが向いている方向へ勢いよく転がすこともできるようになっているので、複数人でパスとキャッチを繰り返しながらヴァルサブロスを弱らせていくのが攻略の鍵とされる。サボテンをヴァルサブロスからしばらく守っていると、ハンターを追いかけるのに体力を消耗したヴァルサブロスが疲れ果ててしまい、火を噴いていた身体も燻ってしまう。弱ってしまったヴァルサブロスはその場で尻尾を振ったりかみついたりなど弱い攻撃しか行わなくなるうえに肉質も柔らかくなるので、反撃のチャンスとして認識される。疲労状態は時間経過で解除される。
G級烈種クエストに登場するヴァルサブロスは回転する勢いで尻尾から刃状の炎を飛ばすなどの攻撃を行うようになる。なお、登場フィールドは火山の「決戦場」であるが、従来の「決戦場」とは異なり、エリアを分断するように流れていた溶岩の川が冷え固まっているなど、ハンターの行動可能範囲が広くなるように地形が変更されている。
ヴァルサブロスを素材とした武器は、火属性と龍属性を併せ持つ複属性「炎属性」を帯びる。また、ヴァルサブロス素材を使用した防具には、ハンターが武器を出しているとき常にスタミナを消費し続けてしまうが、攻撃力が劇的に上昇する攻撃的なスキルが発動する。

### グレアドモス
- 別称：水砦竜（すいさいりゅう）
- 登場作品：MHF-G（G7より）

グラビモスを酷似した飛竜種モンスター。「始種」の区分に属する。砂色の甲殻に覆われ、そのうえに苔が繁茂しているなど風化したような外見が特徴。口だけでなく尻尾の先に至るまで全身に無数の噴射口を持ち、ここから大量の水を噴射することができる。ゲーム内のモンスターリストでは鎧竜グラビモスの直属の祖先として説明されている。もとから砂漠に生息していたモンスターだが、ある時期に生息域である砂漠に大干ばつが起こり、それを原因として砂漠を離れていった個体が多くいた中で、グレアドモスの一部は水が残った地下の領域へ退避し、そこで太古の姿を留めたまま悠久の時を過ごしたとされる。グレアドモスが近年になって確認されたのは、地下の水源すら枯渇し、水を求めて地上へ這い上がってきたためである。
「一つの属性に特化し、それを巧みに操る」という始種のコンセプトの通り、水属性にあたるグレアドモスは戦闘時において水を大量に使用する。全身の噴射口から発射するため死角は一切ないと言っても過言ではなく、放つ水のエフェクトも従来のモンスターを遥かに凌ぐ凄まじさを誇る。水をジェット噴射して高速の滑走攻撃を繰り出したりタックルを仕掛けるなど、鈍重な見た目とは裏腹にひとたび攻撃態勢に入るとその動きは非常に素早い。また、飛び上がったかと思うと背中から水を放って突如墜落してきたり、攻撃を終えて一息つくときの足踏みで周囲に強烈な水しぶきを発したりなど、フェイントのような攻撃が非常に多いのも特徴として挙げられる。ほかにも尻尾から水を噴出して後方を攻撃したり、一部の攻撃では爆発する性質を持った外殻の破片を振り落したりと、狩猟は一筋縄ではいかないが、攻撃と攻撃の合間の動きはグラビモスと同様に遅め。
G級始種クエストでは強烈な激流ブレスを地面に吐きつけ、周囲広範囲を激しい水しぶきで爆破する大技を繰り出す。この水しぶきの威力が極めて高く、さらに直後には凄まじいエフェクトの巨大な間欠泉が発生するため、水しぶきで上空に打ち上げられそのまま次の水柱を直撃させられることによって一撃で力尽きてしまう非常に危険な攻撃となっている。
グレアドモス素材で作られた武器は他の武器と比べて頭一つ抜けた極めて高い水属性値を誇る。防具は全身に噴射口を備えたグレアドモスの容姿を忠実に反映させたようなデザインで、ハンターの残り体力が100以上のとき攻撃力が1割増すという、攻防を両立した防具スキルが発動する。

### エギュラス
- 別称：衛蛇竜（えいじゃりゅう）
- 登場作品：MHF-G（G10より）

古代の建造物「雲見砦」周辺にのみ生息する小型モンスター。小柄ながらガブラスと同様に飛行能力を有しており、飛竜種に分類されている。骨格はガブラスと類似しているが、翼爪が三つ存在しているなど細部は異なる。体色は緑色と白色を基調としており、爪や頭部などの突起は金色となっている。瞳の上から頭頂部にかけて金色の甲殻が存在しており、兜を被っているようにも見える。翼膜は涼しげな水色と白色に染まっており、端部はギザギザとしている。全体的に鋭角的なフォルムであり、丸みを帯びた不気味な容姿をもつガブラスとは対照的である。飛行能力も優れており、ほぼ常に滞空を維持することができる。敵と見なした相手には滑空攻撃を仕掛けてくることもある。また、空中から火のブレスを吐くことも可能である。エギュラスは雲見砦に棲みついており、群れを成して周囲一帯を飛び回っている。群れで行動するとはいえ、エギュラスが大型のモンスターを襲うことはほとんどなく、比較的臆病な性格のモンスターといえる。
雲見砦に棲みついている古龍「帝征龍グァンゾルム」とは敵対していない。むしろ、グァンゾルムとは共存・共生関係にあるらしいことが判明している。両者はグァンゾルムが「王」、エギュラスが「従者」に例えられるほどの主従関係にある。主であるグァンゾルムが敵と見なした対象には、容赦なく集団で襲い掛かる。グァンゾルムの雄たけびに合わせて集合する、グァンゾルムと連携して攻撃を行うなど、その動きは帝征龍の下した命令に従っているかのようである。

### ゼナセリス
- 裂水竜（れっすいりゅう）
- 登場作品：MHF-Z

### ボガバドルム
- 爆霧竜（ばくむりゅう）
- 登場作品：MHF-ZZ